# Torneo Apertura 2022 (México)
El Torneo Apertura 2022 fue la centésima octava edición del campeonato de liga de la Primera División del fútbol mexicano; se trató del 53.° torneo corto, luego del cambio en el formato de competencia, con el que se abrió la temporada 2022-2023.
El campeón de este torneo fue Pachuca al derrotar 8-2 en el global a Toluca, igualando la final con la mayor diferencia tras el 7-1 global de Toluca ante Santos Laguna en el Torneo Verano 2000 y conquistando su séptimo título de liga.

## Cambios
- El 23 de mayo de 2022 la Asamblea de Dueños de la Liga MX determinó realizar el torneo de manera exprés para facilitar la preparación de la selección mexicana de cara a la Copa del Mundo 2022, por ello se decidió iniciar el torneo el 1 de julio y finalizarlo el 30 de octubre de 2022, como consecuencia de ello se llevarán a cabo tres jornadas dobles durante el certamen y no habrá pausa durante la fecha FIFA del mes de septiembre, por lo que los equipos deberán jugar esa jornada sin seleccionados nacionales.[1][5]
- Durante este torneo se implementará un sistema para realizar el cronometraje del tiempo en el que se llevan a cabo las jugadas de reanudación del juego como los saques de meta y de banda, con el objetivo de agilizar los partidos e incrementar el tiempo efectivo de juego.[6]
- Se le dará continuidad al proceso de certificación de clubes iniciado en 2021, por lo que esta temporada tampoco habrá descenso en la Liga MX.[5]
- Se continuará con el protocolo contra la violencia y por la diversidad e inclusión, por lo que se comenzarán a implementar medidas en ese sentido.[5]
- Se comenzarán a aplicar las medidas para control y prevención de violencia en los estadios, por lo que iniciará la credencialización para los miembros de las grupos de animación y la implementación del Fan ID para todos los aficionados que asistan a los estadios, exceptuando a los menores de edad.[5]

## Sistema de competición
El torneo de la Liga BBVA MX, está conformado en dos partes:
- Fase de calificación: Se integra por las 17 jornadas del torneo.
- Fase final: Se integra por los partidos de reclasificación, cuartos de final, semifinal y final, más conocida como liguilla.

### Fase de clasificación
En la fase de clasificación se observó el sistema de puntos. La ubicación en la tabla general, está sujeta a las siguientes condiciones:
- Por juego ganado se obtendrán tres puntos.
- Por juego empatado se obtendrá un punto.
- Por juego perdido no se otorgan puntos.

En esta fase participan los 18 clubes de la Liga BBVA MX jugando en cada torneo todos contra todos durante las 17 jornadas respectivas, a un solo partido.
El orden de los clubes al final de la fase de calificación del torneo corresponderá a la suma de los puntos obtenidos por cada uno de ellos y se presentará en forma descendente. Si al finalizar las 17 jornadas del torneo, dos o más clubes estuviesen empatados en puntos, su posición en la tabla general será determinada atendiendo a los siguientes criterios de desempate:
1. Mejor diferencia entre los goles anotados y recibidos y goles.
2. Mayor número de goles anotados.
3. Marcadores particulares entre los clubes empatados.
4. Mayor número de goles anotados como visitante.
5. Mejor ubicado en la tabla general de cocientes.
6. Tabla Fair Play.
7. Sorteo.

Para determinar los lugares que ocuparán los clubes que participen en la fase final del torneo se tomará como base la tabla general de clasificación.
Participan automáticamente por el título de Campeón de la Liga BBVA MX, los 12 primeros clubes de la tabla general de clasificación al término de las 17 jornadas.

### Fase final
Previo a la ronda de cuartos de final, habrá una fase de reclasificación en la que participarán los clubes ubicados entre las posiciones 5 y 12 de la tabla general. Jugarán el 5 vs. el 12, el 6 vs. el 11, 7 vs. 10 y 8 vs 9. Las eliminatorias se jugarán a un partido, en el estadio del club mejor ubicado en la tabla general. Los 4 clubes ganadores se reubicarán en los lugares del 5 al 8, según su posición en la tabla, para jugar la etapa de cuartos de final. Los equipos ubicados entre los lugares 1 y 4 de la tabla general del torneo regular clasificarán de manera directa a la misma fase.
Los ocho clubes calificados para cuartos de final serán reubicados de acuerdo con el lugar que ocupen en la tabla general al término de la jornada 17, con el puesto del número uno al club mejor clasificado, y así hasta el número 8. Los partidos a esta fase se desarrollarán a visita, en las siguientes etapas:
Los clubes vencedores en los partidos de cuartos de final y semifinal serán aquellos que en los dos juegos anoten el mayor número de goles. De existir empate en el número de goles anotados, el club con mejor posición en la tabla general de clasificación avanza al siguiente ronda. 
Los partidos correspondientes a las fases de visita recíproca se jugarán obligatoriamente los días miércoles y sábado, y jueves y domingo eligiendo, en su caso, exclusivamente en forma descendente, los cuatro clubes mejor clasificados en la tabla general al término de la jornada 17, el día y horario de su partido como local. Los siguientes cuatro clubes podrán elegir únicamente el horario.
El club vencedor de la final y por lo tanto campeón, será aquel que en los dos partidos anote el mayor número de goles. Si al término del tiempo reglamentario el partido está empatado, se agregarán dos tiempos extras de 15 minutos cada uno. De persistir el empate en estos periodos, se procederá a lanzar tiros penales hasta que resulte un vencedor.
Los partidos de cuartos de final se jugarán de la siguiente manera:
1.º vs 8.º

2.º vs 7.º

3.º vs 6.º

4.º vs 5.º
En las semifinales participarán los cuatro clubes vencedores de cuartos de final, reubicándolos del uno al cuatro, de acuerdo a su mejor posición en la Tabla general de clasificación al término de la jornada 17 del torneo correspondiente, enfrentándose:
1.º vs 4.º

2.º vs 3.º
Disputarán el título de campeón del Torneo de Apertura 2022, los dos clubes vencedores de la fase semifinal correspondiente, reubicándolos del uno al dos, de acuerdo a su mejor posición en la tabla general de clasificación al término de la jornada 17 de cada torneo.

## Equipos participantes

### Información de los equipos participantes
| Equipo               | Entrenador             | Ciudad                           | Estadio                | Capacidad | Fundación       | Patrocinador       | Kit          |
| -------------------- | ---------------------- | -------------------------------- | ---------------------- | --------- | --------------- | ------------------ | ------------ |
| América              | Fernando Ortiz         | Ciudad de México                 | Azteca                 | 87 000    | 1916 (108 años) | AT&T               | Nike         |
| Atlas                | Diego Cocca            | Guadalajara, Jalisco             | Jalisco                | 56 713    | 1916 (108 años) | Caliente           | Charly       |
| Atlético de San Luis | André Jardine          | San Luis Potosí, San Luis Potosí | Alfonso Lastras        | 30 000    | 2013 (12 años)  | Canel's            | Sporelli     |
| Cruz Azul            | Raúl Gutiérrez INT     | Ciudad de México                 | Azteca                 | 87 000    | 1927 (98 años)  | Cemento Cruz Azul  | Joma         |
| Guadalajara          | Ricardo Cadena         | Guadalajara, Jalisco             | Akron                  | 49 850    | 1906 (119 años) | Caliente           | Puma         |
| Juárez               | Hernán Cristante       | Ciudad Juárez, Chihuahua         | Olímpico Benito Juárez | 19 703    | 2015 (10 años)  | Betcris            | Sporelli     |
| León                 | Renato Paiva           | León de los Aldama, Guanajuato   | León                   | 31 297    | 1943 (81 años)  | Telcel             | Charly       |
| Mazatlán             | Gabriel Caballero      | Mazatlán, Sinaloa                | Mazatlán               | 25 000    | 2020 (5 años)   | Caliente           | Pirma        |
| Monterrey            | Víctor Manuel Vucetich | Monterrey, Nuevo León            | BBVA                   | 53 500    | 1945 (80 años)  | BBVA México        | Puma         |
| Necaxa               | Jaime Lozano           | Aguascalientes, Aguascalientes   | Victoria               | 25 994    | 1923 (101 años) | Rolcar             | Pirma        |
| Pachuca              | Guillermo Almada       | Pachuca de Soto, Hidalgo         | Hidalgo                | 30 000    | 1892 (132 años) | Cementos Fortaleza | Charly       |
| Puebla               | Nicolás Larcamón       | Puebla de Zaragoza, Puebla       | Cuauhtémoc             | 51 726    | 1944 (81 años)  | Caliente           | Pirma        |
| Querétaro            | Mauro Gerk             | Querétaro, Querétaro             | Corregidora            | 35 575    | 1950 (75 años)  | Pedigree           | Charly       |
| Santos               | Eduardo Fentanes       | Torreón, Coahuila                | Corona                 | 30 000    | 1983 (41 años)  | Soriana            | Charly       |
| Tigres UANL          | Miguel Herrera         | Monterrey, Nuevo León            | Universitario          | 41 615    | 1960 (65 años)  | Cemex              | Adidas       |
| Tijuana              | Ricardo Valiño         | Tijuana, Baja California         | Caliente               | 27 333    | 2007 (18 años)  | Caliente           | Charly       |
| Toluca               | Ignacio Ambriz         | Toluca, Estado de México         | Nemesio Díez           | 30 000    | 1917 (108 años) | Roshfrans          | Under Armour |
| UNAM                 | Andrés Lillini         | Ciudad de México                 | Olímpico Universitario | 72 000    | 1954 (70 años)  | DHL                | Nike         |

- Datos actualizados al 21 de agosto de 2022.

### Cambios de entrenadores
| Equipo    | Entrenador (Jornadas) | Fecha de vacante     | Tipo de salida | Pos. | Entrenador entrante | Fecha de nombramiento |
| --------- | --------------------- | -------------------- | -------------- | ---- | ------------------- | --------------------- |
| Cruz Azul | Diego Aguirre (1-10)  | 21 de agosto de 2022 | Despido        | 17.° | Raúl Gutiérrez INT  | 22 de agosto de 2022  |

### Equipos por Entidad Federativa
Para la temporada 2022-23, la entidad federativa de la República Mexicana con más equipos en la Primera División es la Ciudad de México con tres equipos. Catorce entidades estarán representados en el torneo.
| Entidad Federativa | N.º | Equipos                          |
| ------------------ | --- | -------------------------------- |
| Ciudad de México   | 3   | América, Cruz Azul, y Pumas UNAM |
| Jalisco            | 2   | Atlas y Guadalajara              |
| Nuevo León         | 2   | Monterrey y Tigres UANL          |
| Aguascalientes     | 1   | Necaxa                           |
| Baja California    | 1   | Tijuana                          |
| Chihuahua          | 1   | Juárez                           |
| Coahuila           | 1   | Santos                           |
| Estado de México   | 1   | Toluca                           |
| Guanajuato         | 1   | León                             |
| Hidalgo            | 1   | Pachuca                          |
| Puebla             | 1   | Puebla                           |
| Querétaro          | 1   | Querétaro                        |
| San Luis Potosí    | 1   | Atlético de San Luis             |
| Sinaloa            | 1   | Mazatlán                         |

1. Elemento de lista numerada

## Torneo regular
- El calendario del torneo se publicó el 29 de mayo de 2022.[13][14]
- El calendario se encuentra disponible aquí
- Los horarios son correspondientes al Tiempo del Centro de México (UTC-6 y UTC-5 en horario de verano).[15]

| Jornada 1            | Jornada 1 | Jornada 1 | Jornada 1               | Jornada 1  | Jornada 1 | Jornada 1    | Jornada 1  | Jornada 1 | Jornada 1 |
| Local                | Resultado | Visitante | Estadio                 | Fecha      | Hora      | Espectadores | Amonestado | Expulsado |           |
| -------------------- | --------- | --------- | ----------------------- | ---------- | --------- | ------------ | ---------- | --------- | --------- |
| Mazatlán             | 2 - 4     | Puebla    | Mazatlán                | 1 de julio | 21:05     | 9 181        | 3          | 0         |           |
| Necaxa               | 1 - 3     | Toluca    | Victoria                | 2 de julio | 17:00     | 10 689       | 6          | 0         |           |
| Guadalajara          | 0 - 0     | Juárez    | Akron                   | 2 de julio | 17:05     | 17 424       | 4          | 0         |           |
| Tigres UANL          | 2 - 3     | Cruz Azul | Universitario           | 2 de julio | 19:05     | 41 273       | 1          | 0         |           |
| América              | 0 - 0     | Atlas     | Azteca                  | 2 de julio | 21:05     | 27 577       | 2          | 0         |           |
| Pumas UNAM           | 1 - 1     | Tijuana   | Olímpico Universitario  | 3 de julio | 12:00     | 15 092       | 7          | 0         |           |
| Atlético de San Luis | 1 - 2     | León      | Alfonso Lastras Ramírez | 3 de julio | 17:00     | 10 218       | 1          | 0         |           |
| Santos               | 4 - 3     | Monterrey | Corona                  | 3 de julio | 19:05     | 13 218       | 5          | 0         |           |
| Pachuca              | 2 - 0     | Querétaro | Hidalgo                 | 4 de julio | 21:00     | 6 167        | 3          | 0         |           |

| Jornada 2   | Jornada 2 | Jornada 2            | Jornada 2    | Jornada 2   | Jornada 2 | Jornada 2    | Jornada 2  | Jornada 2 | Jornada 2 |
| Local       | Resultado | Visitante            | Estadio      | Fecha       | Hora      | Espectadores | Amonestado | Expulsado |           |
| ----------- | --------- | -------------------- | ------------ | ----------- | --------- | ------------ | ---------- | --------- | --------- |
| Mazatlán    | 0 - 1     | Tigres UANL          | Mazatlán     | 8 de julio  | 19:00     | 12 112       | 6          | 1         |           |
| Puebla      | 1 - 0     | Santos               | Cuauhtémoc   | 8 de julio  | 21:05     | 14 303       | 5          | 0         |           |
| Tijuana     | 0 - 2     | Juárez               | Caliente     | 8 de julio  | 21:05     | 19 733       | 2          | 1         |           |
| León        | 3 - 3     | Pumas UNAM           | Nou Camp     | 9 de julio  | 19:00     | 16 924       | 6          | 1         |           |
| Guadalajara | 0 - 1     | Atlético de San Luis | Akron        | 9 de julio  | 19:05     | 18 363       | 3          | 0         |           |
| Cruz Azul   | 1 - 2     | Pachuca              | Azteca       | 9 de julio  | 21:05     | 17 148       | 3          | 0         |           |
| Monterrey   | 3 - 2     | América              | BBVA         | 9 de julio  | 21:05     | 41 342       | 3          | 0         |           |
| Toluca      | 3 - 2     | Atlas                | Nemesio Diez | 10 de julio | 12:00     | 22 249       | 5          | 1         |           |
| Querétaro   | 1 - 2     | Necaxa               | Corregidora  | 10 de julio | 17:00     | 0            | 2          | 0         |           |

| Jornada 3            | Jornada 3 | Jornada 3   | Jornada 3               | Jornada 3   | Jornada 3 | Jornada 3    | Jornada 3  | Jornada 3 | Jornada 3 |
| Local                | Resultado | Visitante   | Estadio                 | Fecha       | Hora      | Espectadores | Amonestado | Expulsado |           |
| -------------------- | --------- | ----------- | ----------------------- | ----------- | --------- | ------------ | ---------- | --------- | --------- |
| América              | 1 - 0     | Toluca      | Azteca                  | 13 de julio | 21:00     | 36 090       | 2          | 1         |           |
| Puebla               | 1 - 1     | León        | Cuauhtémoc              | 15 de julio | 19:00     | 15 850       | 3          | 2         |           |
| Juárez               | 1 - 1     | Querétaro   | Olímpico Benito Juárez  | 15 de julio | 21:05     | 13 453       | 3          | 0         |           |
| Atlas                | 3 - 2     | Cruz Azul   | Jalisco                 | 16 de julio | 17:00     | 13 185       | 8          | 1         |           |
| Santos               | 1 - 1     | Guadalajara | Corona                  | 16 de julio | 19:05     | 15 611       | 10         | 1         |           |
| Pumas UNAM           | 1 - 0     | Necaxa      | Olímpico Universitario  | 17 de julio | 12:00     | 15 795       | 4          | 0         |           |
| Atlético de San Luis | 0 - 1     | Monterrey   | Alfonso Lastras Ramírez | 17 de julio | 17:00     | 14 842       | 8          | 0         |           |
| Tigres UANL          | 1 - 0     | Tijuana     | Universitario           | 17 de julio | 19:00     | 40 583       | 4          | 0         |           |
| Pachuca              | 1 - 1     | Mazatlán    | Hidalgo                 | 18 de julio | 19:00     | 7 482        | 5          | 0         |           |

| Jornada 4   | Jornada 4 | Jornada 4            | Jornada 4     | Jornada 4   | Jornada 4 | Jornada 4    | Jornada 4  | Jornada 4 | Jornada 4 |
| Local       | Resultado | Visitante            | Estadio       | Fecha       | Hora      | Espectadores | Amonestado | Expulsado |           |
| ----------- | --------- | -------------------- | ------------- | ----------- | --------- | ------------ | ---------- | --------- | --------- |
| Guadalajara | 0 - 0     | León                 | Akron         | 20 de julio | 21:05     | 23 305       | 6          | 1         |           |
| Querétaro   | 0 - 3     | Monterrey            | Corregidora   | 21 de julio | 21:00     | 0            | 2          | 0         |           |
| Mazatlán    | 1 - 1     | Atlético de San Luis | Mazatlán      | 22 de julio | 19:00     | 8 756        | 6          | 0         |           |
| Necaxa      | 1 - 0     | Juárez               | Victoria      | 22 de julio | 21:05     | 11 510       | 5          | 2         |           |
| Toluca      | 2 - 1     | Santos               | Nemesio Diez  | 23 de julio | 17:00     | 18 503       | 5          | 0         |           |
| Cruz Azul   | 2 - 2     | Puebla               | Azteca        | 23 de julio | 19:05     | 14 799       | 4          | 0         |           |
| Tijuana     | 2 - 0     | América              | Caliente      | 23 de julio | 20:05     | 26 158       | 6          | 0         |           |
| Tigres UANL | 2 - 0     | Atlas                | Universitario | 23 de julio | 21:05     | 41 886       | 6          | 1         |           |
| Pachuca     | 0 - 0     | Pumas UNAM           | Hidalgo       | 24 de julio | 19:00     | 8 305        | 5          | 2         |           |

| Jornada 5            | Jornada 5 | Jornada 5   | Jornada 5               | Jornada 5        | Jornada 5 | Jornada 5    | Jornada 5  | Jornada 5 | Jornada 5 |
| Local                | Resultado | Visitante   | Estadio                 | Fecha            | Hora      | Espectadores | Amonestado | Expulsado |           |
| -------------------- | --------- | ----------- | ----------------------- | ---------------- | --------- | ------------ | ---------- | --------- | --------- |
| Atlas                | 1 - 2     | Tijuana     | Jalisco                 | 26 de julio      | 19:00     | 12 481       | 5          | 1         |           |
| Monterrey            | 1 - 0     | Puebla      | BBVA                    | 26 de julio      | 19:00     | 35 893       | 6          | 0         |           |
| Juárez               | 0 - 1     | Tigres UANL | Olímpico Benito Juárez  | 26 de julio      | 19:00     | 13 336       | 7          | 1         |           |
| Atlético de San Luis | 0 - 0     | Cruz Azul   | Alfonso Lastras Ramírez | 26 de julio      | 21:05     | 17 628       | 7          | 0         |           |
| León                 | 0 - 1     | Toluca      | Nou Camp                | 26 de julio      | 21:05     | 21 012       | 8          | 1         |           |
| Querétaro            | 2 - 2     | Guadalajara | Corregidora             | 27 de julio      | 19:00     | 0            | 4          | 0         |           |
| Necaxa               | 2 - 0     | Pachuca     | Victoria                | 27 de julio      | 19:00     | 11 828       | 8          | 0         |           |
| Pumas UNAM           | 1 - 1     | Mazatlán    | Olímpico Universitario  | 27 de julio      | 21:05     | 35 423       | 3          | 0         |           |
| América              | 3 - 3     | Santos      | Azteca                  | 14 de septiembre | 21:05     | 27 821       | 6          | 0         |           |

| Jornada 6   | Jornada 6 | Jornada 6            | Jornada 6              | Jornada 6   | Jornada 6 | Jornada 6    | Jornada 6  | Jornada 6 | Jornada 6 |
| Local       | Resultado | Visitante            | Estadio                | Fecha       | Hora      | Espectadores | Amonestado | Expulsado |           |
| ----------- | --------- | -------------------- | ---------------------- | ----------- | --------- | ------------ | ---------- | --------- | --------- |
| Juárez      | 1 - 1     | Toluca               | Olímpico Benito Juárez | 29 de julio | 21:05     | 12 854       | 6          | 1         |           |
| Cruz Azul   | 1 - 0     | Necaxa               | Azteca                 | 30 de julio | 17:00     | 14 556       | 7          | 0         |           |
| Tigres UANL | 2 - 1     | Querétaro            | Universitario          | 30 de julio | 19:05     | 41 432       | 6          | 3         |           |
| Guadalajara | 0 - 0     | Pachuca              | Akron                  | 30 de julio | 21:05     | 20 551       | 10         | 1         |           |
| Puebla      | 0 - 0     | Atlético de San Luis | Cuauhtémoc             | 30 de julio | 21:05     | 12 860       | 4          | 0         |           |
| Tijuana     | 2 - 0     | Mazatlán             | Caliente               | 30 de julio | 21:05     | 20 333       | 5          | 0         |           |
| Pumas UNAM  | 1 - 1     | Monterrey            | Olímpico Universitario | 31 de julio | 12:00     | 26 590       | 6          | 0         |           |
| Santos      | 1 - 0     | Atlas                | Corona                 | 31 de julio | 19:05     | 13 671       | 4          | 0         |           |
| León        | 3 - 2     | América              | Nou Camp               | 31 de julio | 21:05     | 20 964       | 5          | 1         |           |

| Jornada 7            | Jornada 7 | Jornada 7   | Jornada 7               | Jornada 7        | Jornada 7 | Jornada 7    | Jornada 7  | Jornada 7 | Jornada 7 |
| Local                | Resultado | Visitante   | Estadio                 | Fecha            | Hora      | Espectadores | Amonestado | Expulsado |           |
| -------------------- | --------- | ----------- | ----------------------- | ---------------- | --------- | ------------ | ---------- | --------- | --------- |
| Atlas                | 3 - 1     | Querétaro   | Jalisco                 | 4 de agosto      | 21:00     | 14 804       | 3          | 2         |           |
| Mazatlán             | 2 - 1     | Guadalajara | Mazatlán                | 5 de agosto      | 21:05     | 14 250       | 7          | 1         |           |
| Monterrey            | 5 - 1     | León        | BBVA                    | 6 de agosto      | 19:05     | 37 154       | 2          | 0         |           |
| Santos               | 4 - 0     | Cruz Azul   | Corona                  | 6 de agosto      | 21:05     | 15 530       | 0          | 0         |           |
| Toluca               | 3 - 1     | Tijuana     | Nemesio Diez            | 7 de agosto      | 12:00     | 17 435       | 2          | 1         |           |
| Atlético de San Luis | 1 - 2     | Necaxa      | Alfonso Lastras Ramírez | 7 de agosto      | 16:00     | 9 464        | 3          | 0         |           |
| Pachuca              | 2 - 0     | Tigres UANL | Hidalgo                 | 7 de agosto      | 18:05     | 9 516        | 5          | 1         |           |
| América              | 2 - 1     | Juárez      | Azteca                  | 7 de agosto      | 20:05     | 21 957       | 3          | 0         |           |
| Puebla               | 2 - 1     | Pumas UNAM  | Cuauhtémoc              | 23 de septiembre | 21:05     | 27 214       | 6          | 0         |           |

| Jornada 8   | Jornada 8 | Jornada 8            | Jornada 8              | Jornada 8        | Jornada 8 | Jornada 8    | Jornada 8  | Jornada 8 | Jornada 8 |
| Local       | Resultado | Visitante            | Estadio                | Fecha            | Hora      | Espectadores | Amonestado | Expulsado |           |
| ----------- | --------- | -------------------- | ---------------------- | ---------------- | --------- | ------------ | ---------- | --------- | --------- |
| Querétaro   | 1 - 1     | Atlético de San Luis | Corregidora            | 11 de agosto     | 21:00     | 0            | 3          | 0         |           |
| Necaxa      | 1 - 2     | Monterrey            | Victoria               | 12 de agosto     | 19:00     | 10 704       | 4          | 0         |           |
| Tijuana     | 3 - 3     | Puebla               | Caliente               | 12 de agosto     | 21:05     | 24 333       | 1          | 0         |           |
| León        | 0 - 3     | Mazatlán             | Nou Camp               | 13 de agosto     | 17:00     | 23 512       | 5          | 0         |           |
| Pumas UNAM  | 0 - 3     | América              | Olímpico Universitario | 13 de agosto     | 19:05     | 45 893       | 2          | 0         |           |
| Guadalajara | 1 - 1     | Atlas                | Akron                  | 13 de agosto     | 21:05     | 34 233       | 5          | 2         |           |
| Cruz Azul   | 2 - 3     | Toluca               | Azteca                 | 14 de agosto     | 17:00     | 21 945       | 6          | 1         |           |
| Tigres UANL | 2 - 0     | Santos               | Universitario          | 14 de agosto     | 19:05     | 41 385       | 7          | 1         |           |
| Juárez      | 2 - 1     | Pachuca              | Olímpico Benito Juárez | 14 de septiembre | 21:05     | 9 733        | 5          | 0         |           |

| Jornada 9            | Jornada 9 | Jornada 9   | Jornada 9               | Jornada 9        | Jornada 9 | Jornada 9    | Jornada 9  | Jornada 9 | Jornada 9 |
| Local                | Resultado | Visitante   | Estadio                 | Fecha            | Hora      | Espectadores | Amonestado | Expulsado |           |
| -------------------- | --------- | ----------- | ----------------------- | ---------------- | --------- | ------------ | ---------- | --------- | --------- |
| Atlas                | 0 - 1     | Juárez      | Jalisco                 | 16 de agosto     | 19:00     | 11 548       | 7          | 0         |           |
| Mazatlán             | 1 - 1     | Querétaro   | Mazatlán                | 16 de agosto     | 19:00     | 10 690       | 3          | 0         |           |
| Puebla               | 2 - 2     | Necaxa      | Cuauhtémoc              | 16 de agosto     | 21:05     | 15 070       | 2          | 0         |           |
| Toluca               | 1 - 1     | Monterrey   | Nemesio Diez            | 17 de agosto     | 19:00     | 26 509       | 5          | 0         |           |
| Cruz Azul            | 1 - 2     | Tijuana     | Azteca                  | 17 de agosto     | 21:05     | 12 492       | 2          | 0         |           |
| Pachuca              | 0 - 3     | América     | Hidalgo                 | 17 de agosto     | 21:05     | 10 938       | 5          | 1         |           |
| Santos               | 2 - 1     | León        | Corona                  | 18 de agosto     | 19:00     | 10 164       | 5          | 0         |           |
| Atlético de San Luis | 3 - 2     | Pumas UNAM  | Alfonso Lastras Ramírez | 18 de agosto     | 21:00     | 18 148       | 6          | 0         |           |
| Guadalajara          | 1 - 4     | Tigres UANL | Akron                   | 13 de septiembre | 21:05     | 30 064       | 4          | 0         |           |

| Jornada 10           | Jornada 10 | Jornada 10  | Jornada 10              | Jornada 10   | Jornada 10 | Jornada 10   | Jornada 10 | Jornada 10 | Jornada 10 |
| Local                | Resultado  | Visitante   | Estadio                 | Fecha        | Hora       | Espectadores | Amonestado | Expulsado  |            |
| -------------------- | ---------- | ----------- | ----------------------- | ------------ | ---------- | ------------ | ---------- | ---------- | ---------- |
| Necaxa               | 0 - 4      | Guadalajara | Victoria                | 19 de agosto | 19:00      | 14 349       | 2          | 0          |            |
| Querétaro            | 2 - 0      | Tijuana     | Corregidora             | 20 de agosto | 17:00      | 0            | 7          | 0          |            |
| Atlas                | 1 - 1      | Puebla      | Jalisco                 | 20 de agosto | 19:05      | 11 430       | 6          | 0          |            |
| Monterrey            | 0 - 0      | Tigres UANL | BBVA                    | 20 de agosto | 19:05      | 51 348       | 4          | 0          |            |
| América              | 7 - 0      | Cruz Azul   | Azteca                  | 20 de agosto | 21:05      | 45 693       | 2          | 1          |            |
| Juárez               | 1 - 1      | Mazatlán    | Olímpico Benito Juárez  | 20 de agosto | 21:05      | 12 340       | 6          | 1          |            |
| Pumas UNAM           | 1 - 5      | Santos      | Olímpico Universitario  | 21 de agosto | 12:00      | 12 530       | 0          | 0          |            |
| Atlético de San Luis | 1 - 0      | Toluca      | Alfonso Lastras Ramírez | 21 de agosto | 17:00      | 10 808       | 2          | 0          |            |
| Pachuca              | 1 - 0      | León        | Hidalgo                 | 21 de agosto | 19:05      | 5 801        | 6          | 1          |            |

| Jornada 11  | Jornada 11 | Jornada 11           | Jornada 11    | Jornada 11   | Jornada 11 | Jornada 11   | Jornada 11 | Jornada 11 | Jornada 11 |
| Local       | Resultado  | Visitante            | Estadio       | Fecha        | Hora       | Espectadores | Amonestado | Expulsado  |            |
| ----------- | ---------- | -------------------- | ------------- | ------------ | ---------- | ------------ | ---------- | ---------- | ---------- |
| Puebla      | 2 - 2      | Juárez               | Cuauhtémoc    | 26 de agosto | 19:05      | 15 123       | 5          | 0          |            |
| Mazatlán    | 1 - 3      | América              | Mazatlán      | 26 de agosto | 21:05      | 18 365       | 4          | 1          |            |
| Cruz Azul   | 2 - 1      | Querétaro            | Azteca        | 27 de agosto | 17:00      | 12 691       | 5          | 1          |            |
| Tigres UANL | 0 - 0      | Necaxa               | Universitario | 27 de agosto | 19:05      | 40 103       | 4          | 0          |            |
| Guadalajara | 3 - 1      | Pumas UNAM           | Akron         | 27 de agosto | 21:05      | 35 828       | 4          | 0          |            |
| Toluca      | 1 - 4      | Pachuca              | Nemesio Diez  | 28 de agosto | 12:00      | 18 796       | 8          | 1          |            |
| Santos      | 4 - 1      | Atlético de San Luis | Corona        | 28 de agosto | 19:00      | 12 053       | 2          | 0          |            |
| León        | 4 - 2      | Atlas                | Nou Camp      | 28 de agosto | 19:00      | 19 481       | 2          | 0          |            |
| Tijuana     | 0 - 3      | Monterrey            | Caliente      | 28 de agosto | 21:05      | 24 433       | 2          | 1          |            |

| Jornada 12           | Jornada 12 | Jornada 12  | Jornada 12              | Jornada 12      | Jornada 12 | Jornada 12   | Jornada 12 | Jornada 12 | Jornada 12 |
| Local                | Resultado  | Visitante   | Estadio                 | Fecha           | Hora       | Espectadores | Amonestado | Expulsado  |            |
| -------------------- | ---------- | ----------- | ----------------------- | --------------- | ---------- | ------------ | ---------- | ---------- | ---------- |
| Atlético de San Luis | 0 - 0      | Tijuana     | Alfonso Lastras Ramírez | 1 de septiembre | 19:00      | 9 723        | 5          | 2          |            |
| Querétaro            | 1 - 1      | Puebla      | Corregidora             | 1 de septiembre | 21:05      | 0            | 6          | 0          |            |
| Necaxa               | 3 - 2      | León        | Victoria                | 2 de septiembre | 19:00      | 13 799       | 2          | 0          |            |
| Juárez               | 2 - 2      | Cruz Azul   | Olímpico Benito Juárez  | 2 de septiembre | 21:05      | 13 602       | 9          | 1          |            |
| Pachuca              | 2 - 0      | Santos      | Hidalgo                 | 3 de septiembre | 17:05      | 6 592        | 5          | 1          |            |
| Monterrey            | 0 - 0      | Mazatlán    | BBVA                    | 3 de septiembre | 19:05      | 33 135       | 4          | 0          |            |
| Atlas                | 0 - 0      | Pumas UNAM  | Jalisco                 | 3 de septiembre | 19:05      | 19 040       | 3          | 0          |            |
| América              | 2 - 1      | Tigres UANL | Azteca                  | 3 de septiembre | 21:05      | 45 384       | 9          | 0          |            |
| Toluca               | 0 - 0      | Guadalajara | Nemesio Diez            | 4 de septiembre | 17:30      | 27 273       | 7          | 0          |            |

| Jornada 13  | Jornada 13 | Jornada 13           | Jornada 13             | Jornada 13      | Jornada 13 | Jornada 13   | Jornada 13 | Jornada 13 | Jornada 13 |
| Local       | Resultado  | Visitante            | Estadio                | Fecha           | Hora       | Espectadores | Amonestado | Expulsado  |            |
| ----------- | ---------- | -------------------- | ---------------------- | --------------- | ---------- | ------------ | ---------- | ---------- | ---------- |
| León        | 1 - 0      | Juárez               | Nou Camp               | 6 de septiembre | 19:00      | 16 690       | 8          | 2          |            |
| Santos      | 3 - 1      | Necaxa               | Corona                 | 6 de septiembre | 19:05      | 7 979        | 3          | 0          |            |
| Monterrey   | 3 - 2      | Cruz Azul            | BBVA                   | 6 de septiembre | 21:05      | 28 371       | 6          | 0          |            |
| América     | 3 - 0      | Atlético de San Luis | Azteca                 | 6 de septiembre | 21:05      | 20 410       | 6          | 0          |            |
| Puebla      | 2 - 2      | Pachuca              | Cuauhtémoc             | 7 de septiembre | 19:00      | 11 078       | 9          | 0          |            |
| Tigres UANL | 3 - 1      | Toluca               | Universitario          | 7 de septiembre | 19:00      | 37 638       | 5          | 0          |            |
| Mazatlán    | 1 - 0      | Atlas                | Mazatlán               | 7 de septiembre | 21:00      | 9 198        | 3          | 0          |            |
| Pumas UNAM  | 4 - 1      | Querétaro            | Olímpico Universitario | 7 de septiembre | 21:05      | 7 990        | 2          | 0          |            |
| Tijuana     | 1 - 2      | Guadalajara          | Caliente               | 7 de septiembre | 21:05      | 26 158       | 5          | 0          |            |

| Jornada 14  | Jornada 14 | Jornada 14           | Jornada 14             | Jornada 14       | Jornada 14 | Jornada 14   | Jornada 14 | Jornada 14 | Jornada 14 |
| Local       | Resultado  | Visitante            | Estadio                | Fecha            | Hora       | Espectadores | Amonestado | Expulsado  |            |
| ----------- | ---------- | -------------------- | ---------------------- | ---------------- | ---------- | ------------ | ---------- | ---------- | ---------- |
| Juárez      | 0 - 1      | Monterrey            | Olímpico Benito Juárez | 9 de septiembre  | 21:05      | 10 947       | 3          | 0          |            |
| Querétaro   | 3 - 3      | Santos               | Corregidora            | 10 de septiembre | 17:00      | 0            | 4          | 0          |            |
| Necaxa      | 1 - 2      | América              | Victoria               | 10 de septiembre | 19:00      | 20 193       | 2          | 0          |            |
| Tigres UANL | 0 - 1      | León                 | Universitario          | 10 de septiembre | 19:05      | 41 615       | 6          | 0          |            |
| Toluca      | 2 - 2      | Pumas UNAM           | Nemesio Diez           | 10 de septiembre | 21:05      | 27 273       | 5          | 0          |            |
| Guadalajara | 1 - 0      | Puebla               | Akron                  | 10 de septiembre | 21:05      | 24 633       | 4          | 0          |            |
| Cruz Azul   | 2 - 0      | Mazatlán             | Azteca                 | 11 de septiembre | 16:00      | 11 543       | 1          | 1          |            |
| Atlas       | 1 - 3      | Atlético de San Luis | Jalisco                | 11 de septiembre | 18:00      | 10 308       | 3          | 0          |            |
| Pachuca     | 6 - 1      | Tijuana              | Hidalgo                | 11 de septiembre | 20:05      | 9 511        | 2          | 0          |            |

| Jornada 15           | Jornada 15 | Jornada 15  | Jornada 15              | Jornada 15       | Jornada 15 | Jornada 15   | Jornada 15 | Jornada 15 | Jornada 15 |
| Local                | Resultado  | Visitante   | Estadio                 | Fecha            | Hora       | Espectadores | Amonestado | Expulsado  |            |
| -------------------- | ---------- | ----------- | ----------------------- | ---------------- | ---------- | ------------ | ---------- | ---------- | ---------- |
| Puebla               | 2 - 1      | Tigres UANL | Cuauhtémoc              | 16 de septiembre | 19:00      | 20 194       | 6          | 2          |            |
| Mazatlán             | 1 - 1      | Toluca      | Mazatlán                | 16 de septiembre | 21:00      | 11 779       | 6          | 0          |            |
| Monterrey            | 2 - 0      | Atlas       | BBVA                    | 17 de septiembre | 19:05      | 36 124       | 4          | 0          |            |
| América              | 2 - 1      | Guadalajara | Azteca                  | 17 de septiembre | 21:05      | 65 461       | 2          | 1          |            |
| Pumas UNAM           | 1 - 2      | Cruz Azul   | Olímpico Universitario  | 18 de septiembre | 17:00      | 13 463       | 3          | 0          |            |
| Santos               | 2 - 0      | Juárez      | Corona                  | 18 de septiembre | 19:05      | 18 721       | 4          | 0          |            |
| León                 | 3 - 1      | Querétaro   | Nou Camp                | 18 de septiembre | 19:05      | 20 164       | 5          | 0          |            |
| Atlético de San Luis | 1 - 2      | Pachuca     | Alfonso Lastras Ramírez | 18 de septiembre | 21:00      | 9 094        | 3          | 0          |            |
| Tijuana              | 1 - 1      | Necaxa      | Caliente                | 18 de septiembre | 21:05      | 24 333       | 5          | 0          |            |

| Jornada 16  | Jornada 16 | Jornada 16           | Jornada 16             | Jornada 16       | Jornada 16 | Jornada 16   | Jornada 16 | Jornada 16 | Jornada 16 |
| Local       | Resultado  | Visitante            | Estadio                | Fecha            | Hora       | Espectadores | Amonestado | Expulsado  |            |
| ----------- | ---------- | -------------------- | ---------------------- | ---------------- | ---------- | ------------ | ---------- | ---------- | ---------- |
| Toluca      | 1 - 1      | Puebla               | Nemesio Diez           | 2 de agosto      | 20:00      | 17 402       | 7          | 1          |            |
| Juárez      | 1 - 1      | Atlético de San Luis | Olímpico Benito Juárez | 3 de agosto      | 20:00      | 12 340       | 4          | 0          |            |
| Guadalajara | 1 - 0      | Monterrey            | Akron                  | 23 de agosto     | 19:05      | 34 279       | 3          | 0          |            |
| Querétaro   | 0 - 1      | América              | Corregidora            | 23 de agosto     | 21:05      | 0            | 2          | 0          |            |
| Pumas UNAM  | 1 - 1      | Tigres UANL          | Olímpico Universitario | 24 de agosto     | 21:05      | 13 463       | 5          | 0          |            |
| Pachuca     | 3 - 1      | Atlas                | Hidalgo                | 25 de agosto     | 19:00      | 5 668        | 0          | 1          |            |
| Tijuana     | 0 - 2      | Santos               | Caliente               | 25 de agosto     | 21:05      | 24 333       | 4          | 1          |            |
| Cruz Azul   | 2 - 1      | León                 | Azteca                 | 15 de septiembre | 19:00      | 10 255       | 4          | 0          |            |
| Necaxa      | 2 - 2      | Mazatlán             | Victoria               | 23 de septiembre | 19:00      | 11 467       | 6          | 0          |            |

| Jornada 17           | Jornada 17 | Jornada 17  | Jornada 17              | Jornada 17       | Jornada 17 | Jornada 17   | Jornada 17 | Jornada 17 | Jornada 17 |
| Local                | Resultado  | Visitante   | Estadio                 | Fecha            | Hora       | Espectadores | Amonestado | Expulsado  |            |
| -------------------- | ---------- | ----------- | ----------------------- | ---------------- | ---------- | ------------ | ---------- | ---------- | ---------- |
| Puebla               | 1 - 2      | América     | Cuauhtémoc              | 30 de septiembre | 19:00      | 43 632       | 2          | 0          |            |
| Juárez               | 3 - 1      | Pumas UNAM  | Olímpico Benito Juárez  | 30 de septiembre | 21:00      | 16 024       | 8          | 1          |            |
| Atlético de San Luis | 0 - 3      | Tigres UANL | Alfonso Lastras Ramírez | 1 de octubre     | 17:00      | 20 860       | 8          | 0          |            |
| Monterrey            | 0 - 0      | Pachuca     | BBVA                    | 1 de octubre     | 17:00      | 36 382       | 5          | 0          |            |
| Atlas                | 1 - 0      | Necaxa      | Jalisco                 | 1 de octubre     | 19:05      | 23 649       | 2          | 0          |            |
| Cruz Azul            | 2 - 1      | Guadalajara | Azteca                  | 1 de octubre     | 21:05      | 35 378       | 3          | 0          |            |
| Toluca               | 4 - 1      | Querétaro   | Nemesio Diez            | 2 de octubre     | 12:00      | 17 402       | 3          | 1          |            |
| Santos               | 3 - 0      | Mazatlán    | Corona                  | 2 de octubre     | 18:05      | 14 461       | 5          | 0          |            |
| León                 | 2 - 2      | Tijuana     | Nou Camp                | 2 de octubre     | 20:00      | 24 024       | 4          | 0          |            |

## Tabla general
| Pos. | Equipo               | Pts. | PJ | G  | E  | P  | GF | GC | Dif. | Clasificación    |
| ---- | -------------------- | ---- | -- | -- | -- | -- | -- | -- | ---- | ---------------- |
| 1    | América              | 38   | 17 | 12 | 2  | 3  | 38 | 17 | +21  | Cuartos de final |
| 2    | Monterrey            | 35   | 17 | 10 | 5  | 2  | 29 | 13 | +16  | Cuartos de final |
| 3    | Santos Laguna        | 33   | 17 | 10 | 3  | 4  | 38 | 21 | +17  | Cuartos de final |
| 4    | Pachuca (C)          | 32   | 17 | 9  | 5  | 3  | 28 | 15 | +13  | Cuartos de final |
| 5    | Tigres               | 30   | 17 | 9  | 3  | 5  | 24 | 14 | +10  | Reclasificación  |
| 6    | Toluca               | 27   | 17 | 7  | 6  | 4  | 27 | 23 | +4   | Reclasificación  |
| 7    | Cruz Azul            | 24   | 17 | 7  | 3  | 7  | 26 | 34 | −8   | Reclasificación  |
| 8    | Puebla               | 22   | 17 | 4  | 10 | 3  | 25 | 23 | +2   | Reclasificación  |
| 9    | Guadalajara          | 22   | 17 | 5  | 7  | 5  | 19 | 17 | +2   | Reclasificación  |
| 10   | León                 | 22   | 17 | 6  | 4  | 7  | 25 | 29 | −4   | Reclasificación  |
| 11   | Juárez               | 19   | 17 | 4  | 7  | 6  | 17 | 18 | −1   | Reclasificación  |
| 12   | Necaxa               | 19   | 17 | 5  | 4  | 8  | 19 | 26 | −7   | Reclasificación  |
| 13   | Atlético de San Luis | 18   | 17 | 4  | 6  | 7  | 15 | 23 | −8   |                  |
| 14   | Mazatlán             | 17   | 17 | 3  | 8  | 6  | 17 | 24 | −7   |                  |
| 15   | Tijuana              | 17   | 17 | 4  | 5  | 8  | 18 | 30 | −12  |                  |
| 16   | UNAM                 | 14   | 17 | 2  | 8  | 7  | 21 | 31 | −10  |                  |
| 17   | Atlas                | 13   | 17 | 3  | 4  | 10 | 16 | 27 | −11  |                  |
| 18   | Querétaro            | 9    | 17 | 1  | 6  | 10 | 18 | 35 | −17  |                  |

Actualizado a los partidos jugados el 2 de octubre de 2022.
 Fuente: Página oficial
Criterios de clasificación: Puntos · Diferencia de goles · Goles a favor · Play-off

### Evolución de la Clasificación
Fecha de actualización: 2 de octubre de 2022
| Equipo               | 1  | 2  | 3  | 4  | 5   | 6   | 7   | 8   | 9   | 10  | 11  | 12  | 13  | 14  | 15  | 16 | 17 |
| Equipo               |    |    |    |    |     |     |     |     |     |     |     |     |     |     |     |    |    |
| -------------------- | -- | -- | -- | -- | --- | --- | --- | --- | --- | --- | --- | --- | --- | --- | --- | -- | -- |
| América              | 9  | 13 | 11 | 15 | 15* | 15* | 14* | 9*  | 5*  | 4*  | 2*  | 1*  | 1*  | 1*  | 1   | 1  | 1  |
| Monterrey            | 13 | 6  | 4  | 1  | 1   | 2   | 2   | 2   | 2   | 1   | 1   | 2   | 2   | 2   | 2   | 2  | 2  |
| Santos Laguna        | 4  | 8  | 10 | 11 | 13* | 11* | 6*  | 8*  | 6*  | 5*  | 3*  | 4*  | 3*  | 4*  | 4   | 4  | 3  |
| Pachuca              | 3  | 3  | 2  | 5  | 6   | 7   | 4   | 4*  | 9*  | 6*  | 4*  | 3*  | 4*  | 3*  | 3   | 3  | 4  |
| Tigres               | 14 | 9  | 5  | 3  | 3   | 1   | 3   | 3   | 3*  | 3*  | 5*  | 6*  | 5*  | 5*  | 5   | 5  | 5  |
| Toluca               | 2  | 1  | 3  | 2  | 2   | 3   | 1   | 1   | 1   | 2   | 6   | 5   | 6   | 6   | 6   | 6  | 6  |
| Cruz Azul            | 5  | 7  | 12 | 10 | 11  | 10  | 11  | 15  | 16  | 17  | 15  | 15  | 16  | 13  | 9   | 10 | 7  |
| Puebla               | 1  | 2  | 1  | 4  | 5   | 5   | 7*  | 6*  | 8*  | 9*  | 8*  | 9*  | 9*  | 11* | 10* | 7  | 8  |
| Guadalajara          | 11 | 15 | 15 | 16 | 14  | 14  | 17  | 17  | 17* | 13* | 7*  | 8*  | 7*  | 7*  | 7   | 8  | 9  |
| León                 | 6  | 5  | 6  | 6  | 9   | 6   | 9   | 11  | 13  | 15  | 13  | 14  | 11  | 9   | 8   | 9  | 10 |
| Juárez               | 12 | 4  | 5  | 9  | 10  | 12  | 12  | 16* | 11* | 11* | 12* | 12* | 14* | 16* | 13  | 14 | 11 |
| Necaxa               | 17 | 11 | 14 | 8  | 4   | 8   | 5   | 5   | 7   | 10  | 10  | 7   | 8   | 10  | 12  | 11 | 12 |
| Atlético de San Luis | 15 | 10 | 13 | 12 | 12  | 13  | 15  | 14  | 10  | 7   | 9   | 10  | 12  | 8   | 11  | 12 | 13 |
| Mazatlán             | 16 | 17 | 16 | 17 | 17  | 17  | 16  | 10  | 12  | 12  | 14  | 13  | 10  | 12  | 14  | 13 | 14 |
| Tijuana              | 7  | 16 | 18 | 13 | 8   | 4   | 8   | 7   | 4   | 8   | 11  | 11  | 13  | 14  | 15  | 15 | 15 |
| UNAM                 | 8  | 12 | 7  | 7  | 7   | 9   | 10* | 13* | 15* | 16* | 17* | 17* | 15* | 15* | 16* | 16 | 16 |
| Atlas                | 10 | 14 | 9  | 14 | 16  | 16  | 13  | 12  | 14  | 14  | 16  | 16  | 17  | 17  | 17  | 17 | 17 |
| Querétaro            | 18 | 18 | 17 | 18 | 18  | 18  | 18  | 18  | 18  | 18  | 18  | 18  | 18  | 18  | 18  | 18 | 18 |

## Tabla de cocientes
A partir de la temporada 2020-21 se suspendió el ascenso y descenso entre la Liga MX y la Liga de Expansión MX, sin embargo, la tabla de cocientes es utilizada para establecer los pagos de las multas que serán destinadas para el desarrollo de los clubes del circuito de plata. De acuerdo con el artículo 24 del reglamento de competencia se repartirá el pago de $MXN 160 millones entre los tres últimos posicionados en la tabla de cocientes de la siguiente manera: 80 millones el último lugar; 47 millones el penúltimo; y 33 millones serán pagados por el antepenúltimo equipo de la tabla. El equipo que finalice en el último lugar de la tabla iniciará la siguiente temporada con un cociente de cero.
 Fecha de actualización: 2 de octubre de 2022
| Pos. | Equipo               | G20 | GC21 | A21 | C22 | A22 | Puntos | G20J | GC21J | A21J | C22J | A22J | Juegos | DG  | Cociente |
| ---- | -------------------- | --- | ---- | --- | --- | --- | ------ | ---- | ----- | ---- | ---- | ---- | ------ | --- | -------- |
| 1    | América              | 32  | 38   | 35  | 26  | 38  | 169    | 17   | 17    | 17   | 17   | 17   | 85     | 60  | 1.9882   |
| 2    | Tigres               | 28  | 23   | 28  | 33  | 30  | 142    | 17   | 17    | 17   | 17   | 17   | 85     | 42  | 1.6706   |
| 3    | Cruz Azul            | 29  | 41   | 23  | 25  | 24  | 142    | 17   | 17    | 17   | 17   | 17   | 85     | 21  | 1.6706   |
| 4    | Monterrey            | 29  | 28   | 22  | 26  | 35  | 140    | 17   | 17    | 17   | 17   | 17   | 85     | 37  | 1.6471   |
| 5    | León                 | 40  | 26   | 29  | 21  | 22  | 138    | 17   | 17    | 17   | 17   | 17   | 85     | 12  | 1.6235   |
| 6    | Pachuca              | 25  | 23   | 18  | 38  | 32  | 136    | 17   | 17    | 17   | 17   | 17   | 85     | 31  | 1.6000   |
| 7    | Santos               | 25  | 26   | 24  | 20  | 33  | 128    | 17   | 17    | 17   | 17   | 17   | 85     | 33  | 1.5059   |
| 8    | Puebla               | 20  | 28   | 24  | 26  | 22  | 120    | 17   | 17    | 17   | 17   | 17   | 85     | 16  | 1.4118   |
| 9    | Guadalajara          | 26  | 23   | 22  | 26  | 22  | 119    | 17   | 17    | 17   | 17   | 17   | 85     | 9   | 1.4000   |
| 10   | Toluca               | 21  | 22   | 24  | 19  | 27  | 113    | 17   | 17    | 17   | 17   | 17   | 85     | -14 | 1.3294   |
| 11   | Atlas                | 14  | 25   | 29  | 27  | 13  | 108    | 17   | 17    | 17   | 17   | 17   | 85     | 4   | 1.2706   |
| 12   | UNAM                 | 32  | 18   | 21  | 22  | 14  | 107    | 17   | 17    | 17   | 17   | 17   | 85     | -3  | 1.2588   |
| 13   | Atlético de San Luis |     |      | 20  | 23  | 18  | 61     |      |       | 17   | 17   | 17   | 51     | -13 | 1.1961   |
| 14   | Necaxa               | 24  | 11   | 20  | 23  | 19  | 97     | 17   | 17    | 17   | 17   | 17   | 85     | -32 | 1.1412   |
| 14   | Mazatlán             | 16  | 21   | 20  | 21  | 17  | 95     | 17   | 17    | 17   | 17   | 17   | 85     | -31 | 1.1176   |
| 16   | Juárez               |     |      |     |     | 19  | 19     |      |       |      |      | 17   | 17     | -1  | 1.1176   |
| 17   | Tijuana              | 15  | 20   | 15  | 17  | 17  | 84     | 17   | 17    | 17   | 17   | 17   | 85     | -52 | 0.9882   |
| 18   | Querétaro            | 13  | 21   | 15  | 17  | 9   | 75     | 17   | 17    | 17   | 17   | 17   | 85     | -39 | 0.8824   |

     Pago de multa $MXN33 millones.
     Pago de multa $MXN47 millones.
     Pago de multa $MXN80 millones.

## Liguilla
|  | Reclasificación          | Reclasificación          | Reclasificación          |             |   | Cuartos de final                      | Cuartos de final                      | Cuartos de final                      | Cuartos de final                      | Cuartos de final                      |  |   | Semifinales                           | Semifinales                           | Semifinales                           | Semifinales                           | Semifinales                           |  |   | Final                      | Final                      | Final                      | Final                      | Final                      |  |
|  | 8 y 9 de octubre de 2022 | 8 y 9 de octubre de 2022 | 8 y 9 de octubre de 2022 |             |   | 12 de octubre a 16 de octubre de 2022 | 12 de octubre a 16 de octubre de 2022 | 12 de octubre a 16 de octubre de 2022 | 12 de octubre a 16 de octubre de 2022 | 12 de octubre a 16 de octubre de 2022 |  |   | 19 de octubre a 23 de octubre de 2022 | 19 de octubre a 23 de octubre de 2022 | 19 de octubre a 23 de octubre de 2022 | 19 de octubre a 23 de octubre de 2022 | 19 de octubre a 23 de octubre de 2022 |  |   | 27 y 30 de octubre de 2022 | 27 y 30 de octubre de 2022 | 27 y 30 de octubre de 2022 | 27 y 30 de octubre de 2022 | 27 y 30 de octubre de 2022 |  |
|  |                          |                          |                          |             |   |                                       |                                       |                                       |                                       |                                       |  |   |                                       |                                       |                                       |                                       |                                       |  |   |                            |                            |                            |                            |                            |  |
|  |                          |                          |                          |             |   |                                       |                                       |                                       |                                       |                                       |  |   |                                       |                                       |                                       |                                       |                                       |  |   |                            |                            |                            |                            |                            |  |
|  |                          |                          |                          |             |   |                                       |                                       |                                       |                                       |                                       |  |   |                                       |                                       |                                       |                                       |                                       |  |   |                            |                            |                            |                            |                            |  |
|  |                          |                          |                          |             |   |                                       |                                       |                                       |                                       |                                       |  |   |                                       |                                       |                                       |                                       |                                       |  |   |                            |                            |                            |                            |                            |  |
|  |                          |                          |                          |             |   |                                       |                                       |                                       |                                       |                                       |  |   |                                       |                                       |                                       |                                       |                                       |  |   |                            |                            |                            |                            |                            |  |
|  |                          | 2                        | Monterrey                | 0           | 3 | 3                                     |                                       |                                       |                                       |                                       |  |   |                                       |                                       |                                       |                                       |                                       |  |   |                            |                            |                            |                            |                            |  |
|  |                          |                          |                          | 0           | 3 | 3                                     |                                       |                                       |                                       |                                       |  |   |                                       |                                       |                                       |                                       |                                       |  |   |                            |                            |                            |                            |                            |  |
|  |                          |                          | 7                        | Cruz Azul   | 0 | 0                                     | 0                                     |                                       |                                       |                                       |  |   |                                       |                                       |                                       |                                       |                                       |  |   |                            |                            |                            |                            |                            |  |
|  | 7                        | Cruz Azul                | 7                        | Cruz Azul   | 0 | 0                                     | 0                                     | 1                                     |                                       |                                       |  |   |                                       |                                       |                                       |                                       |                                       |  |   |                            |                            |                            |                            |                            |  |
|  | 7                        | Cruz Azul                |                          |             |   |                                       |                                       |                                       |                                       |                                       |  |   |                                       |                                       |                                       |                                       |                                       |  |   |                            |                            |                            |                            |                            |  |
|  | 10                       | León                     | 0                        |             |   |                                       |                                       |                                       |                                       |                                       |  |   |                                       |                                       |                                       |                                       |                                       |  |   |                            |                            |                            |                            |                            |  |
|  | 10                       | León                     | 0                        |             |   |                                       |                                       |                                       |                                       |                                       |  | 2 | Monterrey                             | 2                                     | 0                                     | 2                                     |                                       |  |   |                            |                            |                            |                            |                            |  |
|  |                          |                          |                          |             |   |                                       |                                       |                                       |                                       |                                       |  | 2 | Monterrey                             | 2                                     | 0                                     | 2                                     |                                       |  |   |                            |                            |                            |                            |                            |  |
|  |                          |                          | 4                        | Pachuca     | 5 | 1                                     | 6                                     |                                       |                                       |                                       |  |   |                                       |                                       |                                       |                                       |                                       |  |   |                            |                            |                            |                            |                            |  |
|  |                          |                          | 4                        | Pachuca     | 5 | 1                                     | 6                                     |                                       |                                       |                                       |  |   |                                       |                                       |                                       |                                       |                                       |  |   |                            |                            |                            |                            |                            |  |
|  |                          |                          |                          |             |   |                                       |                                       |                                       |                                       |                                       |  |   |                                       |                                       |                                       |                                       |                                       |  |   |                            |                            |                            |                            |                            |  |
|  |                          |                          |                          |             |   |                                       |                                       |                                       |                                       |                                       |  |   |                                       |                                       |                                       |                                       |                                       |  |   |                            |                            |                            |                            |                            |  |
|  |                          | 4                        | Pachuca (*)              | 0           | 2 | 2                                     |                                       |                                       |                                       |                                       |  |   |                                       |                                       |                                       |                                       |                                       |  |   |                            |                            |                            |                            |                            |  |
|  |                          |                          |                          | 0           | 2 | 2                                     |                                       |                                       |                                       |                                       |  |   |                                       |                                       |                                       |                                       |                                       |  |   |                            |                            |                            |                            |                            |  |
|  |                          |                          | 5                        | Tigres UANL | 1 | 1                                     | 2                                     |                                       |                                       |                                       |  |   |                                       |                                       |                                       |                                       |                                       |  |   |                            |                            |                            |                            |                            |  |
|  | 5                        | Tigres UANL              | 5                        | Tigres UANL | 1 | 1                                     | 2                                     | 2                                     |                                       |                                       |  |   |                                       |                                       |                                       |                                       |                                       |  |   |                            |                            |                            |                            |                            |  |
|  | 5                        | Tigres UANL              |                          |             |   |                                       |                                       |                                       |                                       |                                       |  |   |                                       |                                       |                                       |                                       |                                       |  |   |                            |                            |                            |                            |                            |  |
|  | 12                       | Necaxa                   | 0                        |             |   |                                       |                                       |                                       |                                       |                                       |  |   |                                       |                                       |                                       |                                       |                                       |  |   |                            |                            |                            |                            |                            |  |
|  | 12                       | Necaxa                   | 0                        |             |   |                                       |                                       |                                       |                                       |                                       |  |   |                                       |                                       |                                       |                                       |                                       |  | 4 | Pachuca                    | 5                          | 3                          | 8                          |                            |  |
|  |                          |                          |                          |             |   |                                       |                                       |                                       |                                       |                                       |  |   |                                       |                                       |                                       |                                       |                                       |  | 4 | Pachuca                    | 5                          | 3                          | 8                          |                            |  |
|  |                          |                          | 6                        | Toluca      | 1 | 1                                     | 2                                     |                                       |                                       |                                       |  |   |                                       |                                       |                                       |                                       |                                       |  |   |                            |                            |                            |                            |                            |  |
|  |                          |                          | 6                        | Toluca      | 1 | 1                                     | 2                                     |                                       |                                       |                                       |  |   |                                       |                                       |                                       |                                       |                                       |  |   |                            |                            |                            |                            |                            |  |
|  |                          |                          |                          |             |   |                                       |                                       |                                       |                                       |                                       |  |   |                                       |                                       |                                       |                                       |                                       |  |   |                            |                            |                            |                            |                            |  |
|  |                          |                          |                          |             |   |                                       |                                       |                                       |                                       |                                       |  |   |                                       |                                       |                                       |                                       |                                       |  |   |                            |                            |                            |                            |                            |  |
|  |                          | 1                        | América                  | 6           | 5 | 11                                    |                                       |                                       |                                       |                                       |  |   |                                       |                                       |                                       |                                       |                                       |  |   |                            |                            |                            |                            |                            |  |
|  |                          |                          |                          | 6           | 5 | 11                                    |                                       |                                       |                                       |                                       |  |   |                                       |                                       |                                       |                                       |                                       |  |   |                            |                            |                            |                            |                            |  |
|  |                          |                          | 8                        | Puebla      | 1 | 1                                     | 2                                     |                                       |                                       |                                       |  |   |                                       |                                       |                                       |                                       |                                       |  |   |                            |                            |                            |                            |                            |  |
|  | 8                        | Puebla (p.)              | 8                        | Puebla      | 1 | 1                                     | 2                                     | 1 (5)                                 |                                       |                                       |  |   |                                       |                                       |                                       |                                       |                                       |  |   |                            |                            |                            |                            |                            |  |
|  | 8                        | Puebla (p.)              |                          |             |   |                                       |                                       |                                       |                                       |                                       |  |   |                                       |                                       |                                       |                                       |                                       |  |   |                            |                            |                            |                            |                            |  |
|  | 9                        | Guadalajara              | 1 (4)                    |             |   |                                       |                                       |                                       |                                       |                                       |  |   |                                       |                                       |                                       |                                       |                                       |  |   |                            |                            |                            |                            |                            |  |
|  | 9                        | Guadalajara              | 1 (4)                    |             |   |                                       |                                       |                                       |                                       |                                       |  | 1 | América                               | 1                                     | 1                                     | 2                                     |                                       |  |   |                            |                            |                            |                            |                            |  |
|  |                          |                          |                          |             |   |                                       |                                       |                                       |                                       |                                       |  | 1 | América                               | 1                                     | 1                                     | 2                                     |                                       |  |   |                            |                            |                            |                            |                            |  |
|  |                          |                          | 6                        | Toluca      | 2 | 1                                     | 3                                     |                                       |                                       |                                       |  |   |                                       |                                       |                                       |                                       |                                       |  |   |                            |                            |                            |                            |                            |  |
|  |                          |                          | 6                        | Toluca      | 2 | 1                                     | 3                                     |                                       |                                       |                                       |  |   |                                       |                                       |                                       |                                       |                                       |  |   |                            |                            |                            |                            |                            |  |
|  |                          |                          |                          |             |   |                                       |                                       |                                       |                                       |                                       |  |   |                                       |                                       |                                       |                                       |                                       |  |   |                            |                            |                            |                            |                            |  |
|  |                          |                          |                          |             |   |                                       |                                       |                                       |                                       |                                       |  |   |                                       |                                       |                                       |                                       |                                       |  |   |                            |                            |                            |                            |                            |  |
|  |                          | 3                        | Santos Laguna            | 3           | 1 | 4                                     |                                       |                                       |                                       |                                       |  |   |                                       |                                       |                                       |                                       |                                       |  |   |                            |                            |                            |                            |                            |  |
|  |                          |                          |                          | 3           | 1 | 4                                     |                                       |                                       |                                       |                                       |  |   |                                       |                                       |                                       |                                       |                                       |  |   |                            |                            |                            |                            |                            |  |
|  |                          |                          | 6                        | Toluca      | 4 | 2                                     | 6                                     |                                       |                                       |                                       |  |   |                                       |                                       |                                       |                                       |                                       |  |   |                            |                            |                            |                            |                            |  |
|  | 6                        | Toluca                   | 6                        | Toluca      | 4 | 2                                     | 6                                     | 3                                     |                                       |                                       |  |   |                                       |                                       |                                       |                                       |                                       |  |   |                            |                            |                            |                            |                            |  |
|  | 6                        | Toluca                   |                          |             |   |                                       |                                       |                                       |                                       |                                       |  |   |                                       |                                       |                                       |                                       |                                       |  |   |                            |                            |                            |                            |                            |  |
|  | 11                       | Juárez                   | 0                        |             |   |                                       |                                       |                                       |                                       |                                       |  |   |                                       |                                       |                                       |                                       |                                       |  |   |                            |                            |                            |                            |                            |  |
|  | 11                       | Juárez                   | 0                        |             |   |                                       |                                       |                                       |                                       |                                       |  |   |                                       |                                       |                                       |                                       |                                       |  |   |                            |                            |                            |                            |                            |  |
|  |                          |                          |                          |             |   |                                       |                                       |                                       |                                       |                                       |  |   |                                       |                                       |                                       |                                       |                                       |  |   |                            |                            |                            |                            |                            |  |

(*) Avanza por su posición de la tabla

### Repechaje
| 8 de octubre de 2022                   | Tigres UANL           | 2:0 (0:0) | Necaxa | Estadio Universitario, San Nicolás de los Garza                |                                                                |
| 19:00 (UTC-5)                          | A. P. Gignac 60', 72' | Reporte   |        | Asistencia: 36 585 espectadores Árbitro(s): César Arturo Ramos | Asistencia: 36 585 espectadores Árbitro(s): César Arturo Ramos |
| Tigres UANL avanzó a Cuartos de final. |                       |           |        |                                                                |                                                                |

| 9 de octubre de 2022              | Toluca                                            | 3:0 (1:0) | Juárez | Estadio Nemesio Díez, Toluca                                    |                                                                 |
| 12:00 (UTC-5)                     | C. Sanvezzo 23' · C. González 45' · M. Ruiz 90+1' | Reporte   |        | Asistencia: 25 069 espectadores Árbitro(s): Marco Antonio Ortiz | Asistencia: 25 069 espectadores Árbitro(s): Marco Antonio Ortiz |
| Toluca avanzó a cuartos de final. |                                                   |           |        |                                                                 |                                                                 |

| 8 de octubre de 2022                 | Cruz Azul     | 1:0 (0:0) | León | Estadio Azteca, Ciudad de México                              |                                                               |
| 21:15 (UTC-5)                        | I. Rivero 71' | Reporte   |      | Asistencia: 22 291 espectadores Árbitro(s): Fernando Guerrero | Asistencia: 22 291 espectadores Árbitro(s): Fernando Guerrero |
| Cruz Azul avanzó a cuartos de final. |               |           |      |                                                               |                                                               |

| 9 de octubre de 2022              | Puebla                                                         | 1:1 (0:0) (5:4 p.)         | Guadalajara                                             | Estadio Cuauhtémoc, Puebla                                         |                                                                    |
| 16:30 (UTC-5)                     | M. Barragán 57'                                                | Reporte                    | 90+6' C. Cisneros                                       | Asistencia: 43 135 espectadores Árbitro(s): Luis Enrique Santander | Asistencia: 43 135 espectadores Árbitro(s): Luis Enrique Santander |
|                                   |                                                                | Tiros desde el punto penal |                                                         |                                                                    |                                                                    |
|                                   | D. de Buen · F. Mancuello · G. Martínez · I. Reyes · A. Escoto |                            | A. Vega · A. Mozo · S. Ormeño · J. Angulo · Á. Zaldívar |                                                                    |                                                                    |
| Puebla avanzó a cuartos de final. |                                                                |                            |                                                         |                                                                    |                                                                    |

### Cuartos de final
| 12 de octubre de 2022 | Puebla         | 1:6 (1:2) | América                                                                                  | Estadio Cuauhtémoc, Puebla                                      |                                                                 |
| 19:06 (UTC-5)         | J. Cortizo 13' | Reporte   | 30' D. Valdés · 33', 57' H. Martín · 64' A. Zendejas · 77' B. Rodríguez · 90+1' F. Viñas | Asistencia: 44 471 espectadores Árbitro(s): Marco Antonio Ortiz | Asistencia: 44 471 espectadores Árbitro(s): Marco Antonio Ortiz |

| 15 de octubre de 2022         | América                                                                                    | 5:1 (2:1) (Global 11:2) | Puebla        | Estadio Azteca, Ciudad de México                                    |                                                                     |
| 20:06 (UTC-5)                 | B. Rodríguez 21' · H. Martín 26' · Ro. Martínez 50' · Á. Fidalgo 60' · M. Layún 85' (pen.) | Reporte                 | 35' M. Araújo | Asistencia: 44 298 espectadores Árbitro(s): Daniel Quintero Huitrón | Asistencia: 44 298 espectadores Árbitro(s): Daniel Quintero Huitrón |
| América avanzó a Semifinales. |                                                                                            |                         |               |                                                                     |                                                                     |

| 12 de octubre de 2022 | Cruz Azul | 0:0     | Monterrey | Estadio Azteca, Ciudad de México                                   |                                                                    |
| 21:06 (UTC-5)         |           | Reporte |           | Asistencia: 24 571 espectadores Árbitro(s): Víctor Alfonso Cáceres | Asistencia: 24 571 espectadores Árbitro(s): Víctor Alfonso Cáceres |

| 15 de octubre de 2022           | Monterrey                                                | 3:0 (1:0) (Global 3:0) | Cruz Azul | Estadio BBVA, Guadalupe                                              |                                                                      |
| 18:06 (UTC-5)                   | G. Berterame 19' · R. Funes Mori 87' · J. Gallardo 90+4' | Reporte                |           | Asistencia: 39 578 espectadores Árbitro(s): Adonai Escobedo González | Asistencia: 39 578 espectadores Árbitro(s): Adonai Escobedo González |
| Monterrey avanzó a Semifinales. |                                                          |                        |           |                                                                      |                                                                      |

| 13 de octubre de 2022 | Toluca                                                       | 4:3 (2:2) | Santos Laguna                                              | Estadio Nemesio Díez, Toluca                                     |                                                                  |
| 19:06 (UTC-5)         | C. González 4' · C. Sanvezzo 6', 73' · T. Volpi 90+2' (pen.) | Reporte   | 30' (pen.) F. Gorriarán · 37' H. Preciado · 49' E. Aguirre | Asistencia: 24 161 espectadores Árbitro(s): Diego Montaño Robles | Asistencia: 24 161 espectadores Árbitro(s): Diego Montaño Robles |

| 16 de octubre de 2022        | Santos Laguna      | 1:2 (0:0) (Global 4:6) | Toluca                           | Estadio Corona, Torreón                                          |                                                                  |
| 19:06 (UTC-5)                | F. Gorriarán 90+6' | Reporte                | 46' J. Meneses · 49' A. Mosquera | Asistencia: 23 851 espectadores Árbitro(s): Anthuan Reyes Rangel | Asistencia: 23 851 espectadores Árbitro(s): Anthuan Reyes Rangel |
| Toluca avanzó a Semifinales. |                    |                        |                                  |                                                                  |                                                                  |

| 13 de octubre de 2022 | Tigres UANL   | 1:0 (0:0) | Pachuca | Estadio Universitario, San Nicolás de los Garza                      |                                                                      |
| 21:06 (UTC-5)         | A. Gignac 88' | Reporte   |         | Asistencia: 40 487 espectadores Árbitro(s): Fernando Hernández Gómez | Asistencia: 40 487 espectadores Árbitro(s): Fernando Hernández Gómez |

| 16 de octubre de 2022                                                                                           | Pachuca                      | 2:1 (1:0) (Global 2:2) | Tigres UANL    | Estadio Hidalgo, Pachuca                                              |                                                                       |
| 21:06 (UTC-5)                                                                                                   | V. Guzmán 19' · E. López 68' | Reporte                | G. Pizarro 64' | Asistencia: 15 565 espectadores Árbitro(s): Fernando Guerrero Ramírez | Asistencia: 15 565 espectadores Árbitro(s): Fernando Guerrero Ramírez |
| Pachuca avanzó a Semifinales por mejor posición en la Tabla regular tras empatar en el marcador global por 2-2. |                              |                        |                |                                                                       |                                                                       |

### Semifinales
| 19 de octubre de 2022 | Toluca                                  | 2:1 (2:0) | América     | Estadio Nemesio Díez, Toluca                                    |                                                                 |
| 21:06 (UTC-5)         | H. Ortega 23' · L. Fernández 41' (pen.) | Reporte   | 78' E. Lara | Asistencia: 27 273 espectadores Árbitro(s): Marco Antonio Ortiz | Asistencia: 27 273 espectadores Árbitro(s): Marco Antonio Ortiz |

| 22 de octubre de 2022     | América         | 1:1 (1:1) (Global 2:3) | Toluca             | Estadio Azteca, Ciudad de México                                     |                                                                      |
| 20:06 (UTC-5)             | A. Zendejas 35' | Reporte                | 29' J. Torres Nilo | Asistencia: 62 945 espectadores Árbitro(s): Adonai Escobedo González | Asistencia: 62 945 espectadores Árbitro(s): Adonai Escobedo González |
| Toluca avanzó a la Final. |                 |                        |                    |                                                                      |                                                                      |

| 20 de octubre de 2022 | Pachuca                                                                | 5:2 (2:2) | Monterrey                   | Estadio Hidalgo, Pachuca                                       |                                                                |
| 21:06 (UTC-5)         | N. Ibáñez 8', 86' (pen.), 90+2' · Ro. Ibarra 23' · P. de la Fuente 47' | Reporte   | 15' H. Moreno · 41' L. Romo | Asistencia: 13 235 espectadores Árbitro(s): César Arturo Ramos | Asistencia: 13 235 espectadores Árbitro(s): César Arturo Ramos |

| 23 de octubre de 2022      | Monterrey | 0:1 (0:0) (Global 2:6) | Pachuca                 | Estadio BBVA, Guadalupe                                            |                                                                    |
| 20:06 (UTC-5)              |           | Reporte                | 90+5' (pen.) A. Hurtado | Asistencia: 51 348 espectadores Árbitro(s): Luis Enrique Santander | Asistencia: 51 348 espectadores Árbitro(s): Luis Enrique Santander |
| Pachuca avanzó a la Final. |           |                        |                         |                                                                    |                                                                    |

### Final
| 27 de octubre de 2022 | Toluca        | 1:5 (0:4) | Pachuca                                                           | Estadio Nemesio Díez, Toluca                                    |                                                                 |
| 20:06 (UTC-5)         | J. Sierra 77' | Reporte   | 8', 36' Ro. Ibarra · 12' G. Cabral · 41' M. Isais · 52' N. Ibáñez | Asistencia: 27 273 espectadores Árbitro(s): Marco Antonio Ortiz | Asistencia: 27 273 espectadores Árbitro(s): Marco Antonio Ortiz |

| 30 de octubre de 2022 | Pachuca                                                | 3:1 (1:1) (Global 8:2) | Toluca       | Estadio Hidalgo, Pachuca                                             |                                                                      |
| 19:36 (UTC-6)         | V. Guzmán 45+3' · N. Ibáñez 51' · G. Cabral 75' (pen.) | Reporte                | R. López 21' | Asistencia: 21 080 espectadores Árbitro(s): Adonai Escobedo González | Asistencia: 21 080 espectadores Árbitro(s): Adonai Escobedo González |

#### Final - Ida
| 1     | POR   | Tiago Volpi        |     |
| 26    | DEF   | Andrés Mosquera    |     |
| 24    | DEF   | Haret Ortega       | 45' |
| 4     | DEF   | Valber Huerta      |     |
| 5     | DEF   | Carlos Guzmán      | 73' |
| 23    | MED   | Claudio Baeza      |     |
| 14    | MED   | Marcel Ruiz        |     |
| 10    | MED   | Leonardo Fernández |     |
| 16    | MED   | Jean Meneses       | 73' |
| 7     | DEL   | Camilo Sanvezzo    | 45' |
| 32    | DEL   | Carlos González    | 53' |
| D. T. | D. T. | Ignacio Ambriz     |     |

| 5     | POR   | Oscar Ustari         |     |
| 2     | DEF   | Kevin Álvarez        |     |
| 22    | DEF   | Gustavo Cabral       |     |
| 23    | DEF   | Óscar Murillo        |     |
| 85    | DEF   | Mauricio Isais       |     |
| 24    | MED   | Luis Chávez          |     |
| 10    | MED   | Érick Sánchez        |     |
| 6     | MED   | Víctor Guzmán        | 62' |
| 19    | DEL   | Paulino de la Fuente | 57' |
| 30    | DEL   | Romario Ibarra       | 57' |
| 7     | DEL   | Nicolás Ibáñez       | 72' |
| D. T. | D. T. | Guillermo Almada     |     |

| 21  | Defensa        | Brayan Angulo    | 45' |
| 18  | Centrocampista | Fernando Navarro | 45' |
| 11  | Delantero      | Daniel Álvarez   | 53' |
| 15  | Centrocampista | Jordan Sierra    | 73' |
| 190 | Delantero      | Isaías Violante  | 73' |

| 16  | Centrocampista | Javier Eduardo López | 57' |
| 11  | Delantero      | Avilés Hurtado       | 57' |
| 100 | Centrocampista | Israel Luna          | 62' |
| 90  | Delantero      | Ilian Hernández      | 72' |

| 77' | Jordan Sierra | 1:5 |

| 8' · 12' · 36' · 41' · 52' | Romario Ibarra Gustavo Cabral Romario Ibarra Mauricio Isais Nicolás Ibáñez | 0:1 0:2 0:3 0:4 0:5 |

| 11' · 67' · 90' | Andrés Mosquera Claudio Baeza Marcel Ruiz |

| 1' | Paulino de la Fuente |

| Principal  | Marco Antonio Ortiz Nava         |
| Asistentes | Christian Kiabek Espinosa Zavala |
|            | Jorge Antonio Sánchez Espinoza   |
| Cuarto     | Fernando Guerrero Ramírez        |

|                    |     |     |
| Tiros              | 21  | 14  |
| Tiros a puerta     | 5   | 6   |
| Faltas             | 15  | 16  |
| Saques de esquina  | 10  | 4   |
| Penaltis           | 1   | 0   |
| Fueras de juego    | 1   | 2   |
| Posesión del balón | 63% | 37% |

| Alineación inicial |

| 1     | POR   | Tiago Volpi        |     |
| 26    | DEF   | Andrés Mosquera    |     |
| 24    | DEF   | Haret Ortega       | 45' |
| 4     | DEF   | Valber Huerta      |     |
| 5     | DEF   | Carlos Guzmán      | 73' |
| 23    | MED   | Claudio Baeza      |     |
| 14    | MED   | Marcel Ruiz        |     |
| 10    | MED   | Leonardo Fernández |     |
| 16    | MED   | Jean Meneses       | 73' |
| 7     | DEL   | Camilo Sanvezzo    | 45' |
| 32    | DEL   | Carlos González    | 53' |
| D. T. | D. T. | Ignacio Ambriz     |     |

| 5     | POR   | Oscar Ustari         |     |
| 2     | DEF   | Kevin Álvarez        |     |
| 22    | DEF   | Gustavo Cabral       |     |
| 23    | DEF   | Óscar Murillo        |     |
| 85    | DEF   | Mauricio Isais       |     |
| 24    | MED   | Luis Chávez          |     |
| 10    | MED   | Érick Sánchez        |     |
| 6     | MED   | Víctor Guzmán        | 62' |
| 19    | DEL   | Paulino de la Fuente | 57' |
| 30    | DEL   | Romario Ibarra       | 57' |
| 7     | DEL   | Nicolás Ibáñez       | 72' |
| D. T. | D. T. | Guillermo Almada     |     |

| 21  | Defensa        | Brayan Angulo    | 45' |
| 18  | Centrocampista | Fernando Navarro | 45' |
| 11  | Delantero      | Daniel Álvarez   | 53' |
| 15  | Centrocampista | Jordan Sierra    | 73' |
| 190 | Delantero      | Isaías Violante  | 73' |

| 16  | Centrocampista | Javier Eduardo López | 57' |
| 11  | Delantero      | Avilés Hurtado       | 57' |
| 100 | Centrocampista | Israel Luna          | 62' |
| 90  | Delantero      | Ilian Hernández      | 72' |

| 77' | Jordan Sierra | 1:5 |

| 8' · 12' · 36' · 41' · 52' | Romario Ibarra Gustavo Cabral Romario Ibarra Mauricio Isais Nicolás Ibáñez | 0:1 0:2 0:3 0:4 0:5 |

| 11' · 67' · 90' | Andrés Mosquera Claudio Baeza Marcel Ruiz |

| 1' | Paulino de la Fuente |

| Principal  | Marco Antonio Ortiz Nava         |
| Asistentes | Christian Kiabek Espinosa Zavala |
|            | Jorge Antonio Sánchez Espinoza   |
| Cuarto     | Fernando Guerrero Ramírez        |

|                    |     |     |
| Tiros              | 21  | 14  |
| Tiros a puerta     | 5   | 6   |
| Faltas             | 15  | 16  |
| Saques de esquina  | 10  | 4   |
| Penaltis           | 1   | 0   |
| Fueras de juego    | 1   | 2   |
| Posesión del balón | 63% | 37% |

| Alineación inicial |

| 1     | POR   | Tiago Volpi        |     |
| 26    | DEF   | Andrés Mosquera    |     |
| 24    | DEF   | Haret Ortega       | 45' |
| 4     | DEF   | Valber Huerta      |     |
| 5     | DEF   | Carlos Guzmán      | 73' |
| 23    | MED   | Claudio Baeza      |     |
| 14    | MED   | Marcel Ruiz        |     |
| 10    | MED   | Leonardo Fernández |     |
| 16    | MED   | Jean Meneses       | 73' |
| 7     | DEL   | Camilo Sanvezzo    | 45' |
| 32    | DEL   | Carlos González    | 53' |
| D. T. | D. T. | Ignacio Ambriz     |     |

| 5     | POR   | Oscar Ustari         |     |
| 2     | DEF   | Kevin Álvarez        |     |
| 22    | DEF   | Gustavo Cabral       |     |
| 23    | DEF   | Óscar Murillo        |     |
| 85    | DEF   | Mauricio Isais       |     |
| 24    | MED   | Luis Chávez          |     |
| 10    | MED   | Érick Sánchez        |     |
| 6     | MED   | Víctor Guzmán        | 62' |
| 19    | DEL   | Paulino de la Fuente | 57' |
| 30    | DEL   | Romario Ibarra       | 57' |
| 7     | DEL   | Nicolás Ibáñez       | 72' |
| D. T. | D. T. | Guillermo Almada     |     |

| 21  | Defensa        | Brayan Angulo    | 45' |
| 18  | Centrocampista | Fernando Navarro | 45' |
| 11  | Delantero      | Daniel Álvarez   | 53' |
| 15  | Centrocampista | Jordan Sierra    | 73' |
| 190 | Delantero      | Isaías Violante  | 73' |

| 16  | Centrocampista | Javier Eduardo López | 57' |
| 11  | Delantero      | Avilés Hurtado       | 57' |
| 100 | Centrocampista | Israel Luna          | 62' |
| 90  | Delantero      | Ilian Hernández      | 72' |

| 77' | Jordan Sierra | 1:5 |

| 8' · 12' · 36' · 41' · 52' | Romario Ibarra Gustavo Cabral Romario Ibarra Mauricio Isais Nicolás Ibáñez | 0:1 0:2 0:3 0:4 0:5 |

| 11' · 67' · 90' | Andrés Mosquera Claudio Baeza Marcel Ruiz |

| 1' | Paulino de la Fuente |

| Principal  | Marco Antonio Ortiz Nava         |
| Asistentes | Christian Kiabek Espinosa Zavala |
|            | Jorge Antonio Sánchez Espinoza   |
| Cuarto     | Fernando Guerrero Ramírez        |

|                    |     |     |
| Tiros              | 21  | 14  |
| Tiros a puerta     | 5   | 6   |
| Faltas             | 15  | 16  |
| Saques de esquina  | 10  | 4   |
| Penaltis           | 1   | 0   |
| Fueras de juego    | 1   | 2   |
| Posesión del balón | 63% | 37% |

| Alineación inicial |

| 1     | POR   | Tiago Volpi        |     |
| 26    | DEF   | Andrés Mosquera    |     |
| 24    | DEF   | Haret Ortega       | 45' |
| 4     | DEF   | Valber Huerta      |     |
| 5     | DEF   | Carlos Guzmán      | 73' |
| 23    | MED   | Claudio Baeza      |     |
| 14    | MED   | Marcel Ruiz        |     |
| 10    | MED   | Leonardo Fernández |     |
| 16    | MED   | Jean Meneses       | 73' |
| 7     | DEL   | Camilo Sanvezzo    | 45' |
| 32    | DEL   | Carlos González    | 53' |
| D. T. | D. T. | Ignacio Ambriz     |     |

| 5     | POR   | Oscar Ustari         |     |
| 2     | DEF   | Kevin Álvarez        |     |
| 22    | DEF   | Gustavo Cabral       |     |
| 23    | DEF   | Óscar Murillo        |     |
| 85    | DEF   | Mauricio Isais       |     |
| 24    | MED   | Luis Chávez          |     |
| 10    | MED   | Érick Sánchez        |     |
| 6     | MED   | Víctor Guzmán        | 62' |
| 19    | DEL   | Paulino de la Fuente | 57' |
| 30    | DEL   | Romario Ibarra       | 57' |
| 7     | DEL   | Nicolás Ibáñez       | 72' |
| D. T. | D. T. | Guillermo Almada     |     |

| 21  | Defensa        | Brayan Angulo    | 45' |
| 18  | Centrocampista | Fernando Navarro | 45' |
| 11  | Delantero      | Daniel Álvarez   | 53' |
| 15  | Centrocampista | Jordan Sierra    | 73' |
| 190 | Delantero      | Isaías Violante  | 73' |

| 16  | Centrocampista | Javier Eduardo López | 57' |
| 11  | Delantero      | Avilés Hurtado       | 57' |
| 100 | Centrocampista | Israel Luna          | 62' |
| 90  | Delantero      | Ilian Hernández      | 72' |

| 77' | Jordan Sierra | 1:5 |

| 8' · 12' · 36' · 41' · 52' | Romario Ibarra Gustavo Cabral Romario Ibarra Mauricio Isais Nicolás Ibáñez | 0:1 0:2 0:3 0:4 0:5 |

| 11' · 67' · 90' | Andrés Mosquera Claudio Baeza Marcel Ruiz |

| 1' | Paulino de la Fuente |

| Principal  | Marco Antonio Ortiz Nava         |
| Asistentes | Christian Kiabek Espinosa Zavala |
|            | Jorge Antonio Sánchez Espinoza   |
| Cuarto     | Fernando Guerrero Ramírez        |

|                    |     |     |
| Tiros              | 21  | 14  |
| Tiros a puerta     | 5   | 6   |
| Faltas             | 15  | 16  |
| Saques de esquina  | 10  | 4   |
| Penaltis           | 1   | 0   |
| Fueras de juego    | 1   | 2   |
| Posesión del balón | 63% | 37% |

| Alineación inicial |

#### Final - Vuelta
| 5     | POR   | Oscar Ustari         |     |
| 2     | DEF   | Kevin Álvarez        |     |
| 22    | DEF   | Gustavo Cabral       |     |
| 23    | DEF   | Óscar Murillo        |     |
| 85    | DEF   | Mauricio Isais       |     |
| 24    | MED   | Luis Chávez          | 80' |
| 10    | MED   | Érick Sánchez        |     |
| 6     | MED   | Víctor Guzmán        | 79' |
| 19    | DEL   | Paulino de la Fuente | 69' |
| 30    | DEL   | Romario Ibarra       | 69' |
| 7     | DEL   | Nicolás Ibáñez       | 82' |
| D. T. | D. T. | Guillermo Almada     |     |

| 1     | POR   | Tiago Volpi        |     |
| 2     | DEF   | Raúl López         | 46' |
| 26    | DEF   | Andrés Mosquera    |     |
| 4     | DEF   | Valber Huerta      |     |
| 21    | DEF   | Brayan Angulo      | 46' |
| 14    | MED   | Marcel Ruiz        |     |
| 23    | MED   | Claudio Baeza      | 77' |
| 18    | MED   | Fernando Navarro   | 46' |
| 16    | MED   | Jean Meneses       |     |
| 10    | MED   | Leonardo Fernández | 66' |
| 32    | DEL   | Carlos González    |     |
| D. T. | D. T. | Ignacio Ambriz     |     |

| 11  | Delantero      | Avilés Hurtado       | 69' |
| 18  | Centrocampista | Marino Hinestroza    | 69' |
| 16  | Centrocampista | Javier Eduardo López | 79' |
| 100 | Centrocampista | Israel Luna          | 80' |
| 9   | Delantero      | Roberto de la Rosa   | 82' |

| 24 | Defensa        | Haret Ortega    | 46' |
| 7  | Delantero      | Camilo Sanvezzo | 46' |
| 11 | Delantero      | Daniel Álvarez  | 46' |
| 20 | Defensa        | Jorge Rodríguez | 66' |
| 27 | Centrocampista | Omar Rodríguez  | 77' |

| 45+3' · 51' · 75' (pen.) | Víctor Guzmán Nicolás Ibáñez Gustavo Cabral | 1:1 2:1 3:1 |

| 21' | Raúl López | 0:1 |

| 27' · 49' · 63' | Gustavo Cabral Nicolás Ibáñez Luis Gerardo Chávez |

| 11' · 50' · 60' · 66' | Raúl López Haret Ortega Jean Meneses Camilo Sanvezzo |

| Principal  | Adonai Escobedo González       |
| Asistentes | Karen Janett Díaz Medina       |
|            | Miguel Ángel Hernández Paredes |
| Cuarto     | Luis Enrique Santander Aguirre |

|  |                    |     |     |
|  | Tiros              | 22  | 8   |
|  | Tiros a puerta     | 8   | 2   |
|  | Faltas             | 15  | 13  |
|  | Saques de esquina  | 7   | 3   |
|  | Fueras de juego    | 1   | 1   |
|  | Posesión del balón | 39% | 61% |

| 5     | POR   | Oscar Ustari         |     |
| 2     | DEF   | Kevin Álvarez        |     |
| 22    | DEF   | Gustavo Cabral       |     |
| 23    | DEF   | Óscar Murillo        |     |
| 85    | DEF   | Mauricio Isais       |     |
| 24    | MED   | Luis Chávez          | 80' |
| 10    | MED   | Érick Sánchez        |     |
| 6     | MED   | Víctor Guzmán        | 79' |
| 19    | DEL   | Paulino de la Fuente | 69' |
| 30    | DEL   | Romario Ibarra       | 69' |
| 7     | DEL   | Nicolás Ibáñez       | 82' |
| D. T. | D. T. | Guillermo Almada     |     |

| 1     | POR   | Tiago Volpi        |     |
| 2     | DEF   | Raúl López         | 46' |
| 26    | DEF   | Andrés Mosquera    |     |
| 4     | DEF   | Valber Huerta      |     |
| 21    | DEF   | Brayan Angulo      | 46' |
| 14    | MED   | Marcel Ruiz        |     |
| 23    | MED   | Claudio Baeza      | 77' |
| 18    | MED   | Fernando Navarro   | 46' |
| 16    | MED   | Jean Meneses       |     |
| 10    | MED   | Leonardo Fernández | 66' |
| 32    | DEL   | Carlos González    |     |
| D. T. | D. T. | Ignacio Ambriz     |     |

| 11  | Delantero      | Avilés Hurtado       | 69' |
| 18  | Centrocampista | Marino Hinestroza    | 69' |
| 16  | Centrocampista | Javier Eduardo López | 79' |
| 100 | Centrocampista | Israel Luna          | 80' |
| 9   | Delantero      | Roberto de la Rosa   | 82' |

| 24 | Defensa        | Haret Ortega    | 46' |
| 7  | Delantero      | Camilo Sanvezzo | 46' |
| 11 | Delantero      | Daniel Álvarez  | 46' |
| 20 | Defensa        | Jorge Rodríguez | 66' |
| 27 | Centrocampista | Omar Rodríguez  | 77' |

| 45+3' · 51' · 75' (pen.) | Víctor Guzmán Nicolás Ibáñez Gustavo Cabral | 1:1 2:1 3:1 |

| 21' | Raúl López | 0:1 |

| 27' · 49' · 63' | Gustavo Cabral Nicolás Ibáñez Luis Gerardo Chávez |

| 11' · 50' · 60' · 66' | Raúl López Haret Ortega Jean Meneses Camilo Sanvezzo |

| Principal  | Adonai Escobedo González       |
| Asistentes | Karen Janett Díaz Medina       |
|            | Miguel Ángel Hernández Paredes |
| Cuarto     | Luis Enrique Santander Aguirre |

|  |                    |     |     |
|  | Tiros              | 22  | 8   |
|  | Tiros a puerta     | 8   | 2   |
|  | Faltas             | 15  | 13  |
|  | Saques de esquina  | 7   | 3   |
|  | Fueras de juego    | 1   | 1   |
|  | Posesión del balón | 39% | 61% |

| 5     | POR   | Oscar Ustari         |     |
| 2     | DEF   | Kevin Álvarez        |     |
| 22    | DEF   | Gustavo Cabral       |     |
| 23    | DEF   | Óscar Murillo        |     |
| 85    | DEF   | Mauricio Isais       |     |
| 24    | MED   | Luis Chávez          | 80' |
| 10    | MED   | Érick Sánchez        |     |
| 6     | MED   | Víctor Guzmán        | 79' |
| 19    | DEL   | Paulino de la Fuente | 69' |
| 30    | DEL   | Romario Ibarra       | 69' |
| 7     | DEL   | Nicolás Ibáñez       | 82' |
| D. T. | D. T. | Guillermo Almada     |     |

| 1     | POR   | Tiago Volpi        |     |
| 2     | DEF   | Raúl López         | 46' |
| 26    | DEF   | Andrés Mosquera    |     |
| 4     | DEF   | Valber Huerta      |     |
| 21    | DEF   | Brayan Angulo      | 46' |
| 14    | MED   | Marcel Ruiz        |     |
| 23    | MED   | Claudio Baeza      | 77' |
| 18    | MED   | Fernando Navarro   | 46' |
| 16    | MED   | Jean Meneses       |     |
| 10    | MED   | Leonardo Fernández | 66' |
| 32    | DEL   | Carlos González    |     |
| D. T. | D. T. | Ignacio Ambriz     |     |

| 11  | Delantero      | Avilés Hurtado       | 69' |
| 18  | Centrocampista | Marino Hinestroza    | 69' |
| 16  | Centrocampista | Javier Eduardo López | 79' |
| 100 | Centrocampista | Israel Luna          | 80' |
| 9   | Delantero      | Roberto de la Rosa   | 82' |

| 24 | Defensa        | Haret Ortega    | 46' |
| 7  | Delantero      | Camilo Sanvezzo | 46' |
| 11 | Delantero      | Daniel Álvarez  | 46' |
| 20 | Defensa        | Jorge Rodríguez | 66' |
| 27 | Centrocampista | Omar Rodríguez  | 77' |

| 45+3' · 51' · 75' (pen.) | Víctor Guzmán Nicolás Ibáñez Gustavo Cabral | 1:1 2:1 3:1 |

| 21' | Raúl López | 0:1 |

| 27' · 49' · 63' | Gustavo Cabral Nicolás Ibáñez Luis Gerardo Chávez |

| 11' · 50' · 60' · 66' | Raúl López Haret Ortega Jean Meneses Camilo Sanvezzo |

| Principal  | Adonai Escobedo González       |
| Asistentes | Karen Janett Díaz Medina       |
|            | Miguel Ángel Hernández Paredes |
| Cuarto     | Luis Enrique Santander Aguirre |

|  |                    |     |     |
|  | Tiros              | 22  | 8   |
|  | Tiros a puerta     | 8   | 2   |
|  | Faltas             | 15  | 13  |
|  | Saques de esquina  | 7   | 3   |
|  | Fueras de juego    | 1   | 1   |
|  | Posesión del balón | 39% | 61% |

| 5     | POR   | Oscar Ustari         |     |
| 2     | DEF   | Kevin Álvarez        |     |
| 22    | DEF   | Gustavo Cabral       |     |
| 23    | DEF   | Óscar Murillo        |     |
| 85    | DEF   | Mauricio Isais       |     |
| 24    | MED   | Luis Chávez          | 80' |
| 10    | MED   | Érick Sánchez        |     |
| 6     | MED   | Víctor Guzmán        | 79' |
| 19    | DEL   | Paulino de la Fuente | 69' |
| 30    | DEL   | Romario Ibarra       | 69' |
| 7     | DEL   | Nicolás Ibáñez       | 82' |
| D. T. | D. T. | Guillermo Almada     |     |

| 1     | POR   | Tiago Volpi        |     |
| 2     | DEF   | Raúl López         | 46' |
| 26    | DEF   | Andrés Mosquera    |     |
| 4     | DEF   | Valber Huerta      |     |
| 21    | DEF   | Brayan Angulo      | 46' |
| 14    | MED   | Marcel Ruiz        |     |
| 23    | MED   | Claudio Baeza      | 77' |
| 18    | MED   | Fernando Navarro   | 46' |
| 16    | MED   | Jean Meneses       |     |
| 10    | MED   | Leonardo Fernández | 66' |
| 32    | DEL   | Carlos González    |     |
| D. T. | D. T. | Ignacio Ambriz     |     |

| 11  | Delantero      | Avilés Hurtado       | 69' |
| 18  | Centrocampista | Marino Hinestroza    | 69' |
| 16  | Centrocampista | Javier Eduardo López | 79' |
| 100 | Centrocampista | Israel Luna          | 80' |
| 9   | Delantero      | Roberto de la Rosa   | 82' |

| 24 | Defensa        | Haret Ortega    | 46' |
| 7  | Delantero      | Camilo Sanvezzo | 46' |
| 11 | Delantero      | Daniel Álvarez  | 46' |
| 20 | Defensa        | Jorge Rodríguez | 66' |
| 27 | Centrocampista | Omar Rodríguez  | 77' |

| 45+3' · 51' · 75' (pen.) | Víctor Guzmán Nicolás Ibáñez Gustavo Cabral | 1:1 2:1 3:1 |

| 21' | Raúl López | 0:1 |

| 27' · 49' · 63' | Gustavo Cabral Nicolás Ibáñez Luis Gerardo Chávez |

| 11' · 50' · 60' · 66' | Raúl López Haret Ortega Jean Meneses Camilo Sanvezzo |

| Principal  | Adonai Escobedo González       |
| Asistentes | Karen Janett Díaz Medina       |
|            | Miguel Ángel Hernández Paredes |
| Cuarto     | Luis Enrique Santander Aguirre |

|  |                    |     |     |
|  | Tiros              | 22  | 8   |
|  | Tiros a puerta     | 8   | 2   |
|  | Faltas             | 15  | 13  |
|  | Saques de esquina  | 7   | 3   |
|  | Fueras de juego    | 1   | 1   |
|  | Posesión del balón | 39% | 61% |

| Campeón Apertura 2022 |
| --------------------- |
|                       |
| Pachuca               |
| 7.° título            |

## Estadísticas

### Clasificación juego limpio
- Datos según la página oficial.
- Fecha de actualización: 18 de septiembre de 2022

| Lugar                                | Club                                 |          |          |          | Puntos   |
| ------------------------------------ | ------------------------------------ | -------- | -------- | -------- | -------- |
| 1                                    | América                              | 27       | 0        | 0        | 27       |
| 2                                    | UNAM                                 | 35       | 0        | 1        | 38       |
| 3                                    | Monterrey                            | 41       | 0        | 0        | 41       |
| 4                                    | Necaxa                               | 38       | 1        | 0        | 41       |
| 5                                    | Atlas                                | 30       | 0        | 4        | 42       |
| 6                                    | Mazatlán                             | 37       | 1        | 1        | 43       |
| 7                                    | Querétaro                            | 38       | 1        | 1        | 44       |
| 8                                    | Atlético de San Luis                 | 36       | 0        | 3        | 45       |
| 9                                    | Santos                               | 38       | 1        | 2        | 47       |
| 10                                   | Tijuana                              | 34       | 2        | 4        | 52       |
| 11                                   | Toluca                               | 35       | 2        | 4        | 53       |
| 12                                   | Guadalajara                          | 38       | 2        | 3        | 53       |
| 13                                   | Cruz Azul                            | 38       | 0        | 5        | 53       |
| 14                                   | Puebla                               | 47       | 1        | 1        | 53       |
| 15                                   | León                                 | 39       | 2        | 4        | 57       |
| 16                                   | Pachuca                              | 46       | 1        | 3        | 58       |
| 17                                   | Tigres                               | 37       | 3        | 5        | 61       |
| 18                                   | Juárez                               | 41       | 2        | 5        | 62       |
| Primera Tarjeta Amarilla             | Primera Tarjeta Amarilla             | 1 punto  | 1 punto  | 1 punto  | 1 punto  |
| Segunda Tarjeta Amarilla y Expulsión | Segunda Tarjeta Amarilla y Expulsión | 3 puntos | 3 puntos | 3 puntos | 3 puntos |
| Tarjeta Roja Directa                 | Tarjeta Roja Directa                 | 3 puntos | 3 puntos | 3 puntos | 3 puntos |

### Máximos goleadores
Lista con los máximos goleadores del torneo.
- Datos según la página oficial.

Fecha de actualización: 2 de octubre de 2022
| Pos. | Jugador              | Club                 | Goles | Part. | Prom. | Min. | M/G    |
| ---- | -------------------- | -------------------- | ----- | ----- | ----- | ---- | ------ |
| 1º   | Nicolás Ibáñez       | Pachuca              | 11    | 17    | 0.65  | 1372 | 124.73 |
| 2°   | Henry Martín         | América              | 10    | 17    | 0.59  | 1131 | 113.1  |
| 3°   | Martín Barragán      | Puebla               | 8     | 17    | 0.47  | 1231 | 153.88 |
| =    | Abel Hernández       | Atlético de San Luis | 8     | 17    | 0.47  | 1265 | 158.13 |
| =    | Lucas Di Yorio       | León                 | 8     | 17    | 0.47  | 1468 | 183.5  |
| =    | André-Pierre Gignac  | Tigres UANL          | 8     | 17    | 0.47  | 1487 | 185.88 |
| 7°   | Facundo Batista      | Necaxa               | 7     | 17    | 0.41  | 1093 | 156.14 |
| =    | Jean Meneses         | Toluca               | 7     | 17    | 0.41  | 1362 | 194.57 |
| 9°   | Leonardo Suárez      | Santos Laguna        | 6     | 16    | 0.38  | 740  | 123.33 |
| =    | Javier Correa        | Santos Laguna        | 6     | 16    | 0.38  | 759  | 126.5  |
| =    | Jonathan Rodríguez   | América              | 6     | 16    | 0.38  | 1277 | 212.83 |
| =    | Camilo Sanvezzo      | Toluca               | 6     | 17    | 0.35  | 640  | 106.67 |
| =    | Harold Preciado      | Santos Laguna        | 6     | 17    | 0.35  | 1078 | 179.67 |
| =    | Juan Ignacio Dinenno | Pumas UNAM           | 6     | 17    | 0.35  | 1347 | 224.5  |
| =    | Gabriel Fernández    | Juárez               | 6     | 17    | 0.35  | 1433 | 238.83 |

#### Tripletes o más
| Jugador         | Local                | Resultado | Visita     | Goles                | Fecha                | Jornada   |  |
| --------------- | -------------------- | --------- | ---------- | -------------------- | -------------------- | --------- |  |
| Arturo González | Monterrey            | 5 – 1     | León       | 34', 36', 70'        | 6 de agosto de 2022  | Jornada 7 |  |
| Abel Hernández  | Atlético de San Luis | 3 – 2     | Pumas UNAM | 31' (pen.), 54', 59' | 18 de agosto de 2022 | Jornada 9 |  |

### Máximos asistentes
- Datos según SoccerWay.

Fecha de actualización: 18 de septiembre de 2022
| Pos. | Jugador            | Club          | Asistencias | Part. | Prom. | Min. | M/A    |
| ---- | ------------------ | ------------- | ----------- | ----- | ----- | ---- | ------ |
| 1º   | Leonardo Fernández | Toluca        | 7           | 15    | 0.4   | 1042 | 173.67 |
| 2º   | Arturo González    | Monterrey     | 6           | 16    | 0.43  | 993  | 198.6  |
| 3°   | Fernando Gorriarán | Santos Laguna | 5           | 15    | 0.33  | 1286 | 257.2  |
| =    | Henry Martín       | América       | 5           | 16    | 0.31  | 1041 | 208.2  |
| =    | Carlos Orrantía    | Santos Laguna | 5           | 15    | 0.33  | 1165 | 233    |
| =    | Kevin Álvarez      | Pachuca       | 5           | 15    | 0.33  | 1350 | 270    |

### Asistencia
Lista con la asistencia de los partidos y equipos Liga BBVA MX.

Datos actualizados a 18 de septiembre de 2022

#### Por equipo
En los promedios solamente se cuentan los partidos que contaron con asistencia de público.
| Pos                | Equipo             | Total     | Media  | Más alta | Más baja | % de Ocupación media |
| ------------------ | ------------------ | --------- | ------ | -------- | -------- | -------------------- |
| 1                  | Tigres             | 325,915   | 40,739 | 41,886   | 37,638   | 97.26%               |
| 2                  | Monterrey          | 299,749   | 37,468 | 51,348   | 28,371   | 72.96%               |
| 3                  | América            | 290,393   | 36,299 | 65,461   | 20,410   | 44.78%               |
| 4                  | Guadalajara        | 238,680   | 26,520 | 35,828   | 17,424   | 57.36%               |
| 5                  | Tijuana            | 185,114   | 23,139 | 26,158   | 19,733   | 88.46%               |
| 6                  | UNAM               | 202,253   | 22,473 | 45,893   | 7,990    | 38.45%               |
| 7                  | Toluca             | 192,842   | 21,426 | 27,273   | 17,402   | 78.42%               |
| 8                  | León               | 162,771   | 20,346 | 24,024   | 16,690   | 65.01%               |
| 9                  | Puebla             | 148,110   | 18,513 | 43,632   | 11,078   | 39.04%               |
| 10                 | Cruz Azul          | 150,807   | 16,756 | 35,378   | 10,255   | 20.66%               |
| 11                 | Atlas              | 116,445   | 14,555 | 23,649   | 10,308   | 26.45%               |
| 12                 | Santos Laguna      | 121,408   | 13,489 | 18,721   | 7,979    | 46.35%               |
| 13                 | Atlético San Luis  | 120,785   | 13,420 | 20,860   | 9,094    | 49.65%               |
| 14                 | Necaxa             | 93,072    | 13,296 | 20,193   | 10,689   | 55.75%               |
| 15                 | Juárez             | 113,716   | 12,635 | 16,024   | 9,733    | 64.12%               |
| 16                 | Mazatlán           | 94,331    | 11,792 | 18,365   | 8,756    | 58.39%               |
| 17                 | Pachuca            | 69,980    | 7,776  | 10,938   | 5,668    | 29.30%               |
| 18                 | Querétaro          | 0         | 0      | 0        | 0        | 0.00%                |
| Totales del Torneo | Totales del Torneo | 2,926,371 | 19,960 | 65,461   | 5,801    | 52.90%               |

#### Por jornada
El listado excluye los partidos que fueron disputados a puerta cerrada.
| 1     | 150,839   | 16,760     | 42.80% | Tigres UANL vs. Cruz Azul (41,273) | Pachuca vs. Querétaro (6,167)                |
| 2     | 162,174   | 20,272     | 49.00% | Monterrey vs. América (41,342)     | Mazatlán vs. Tigres UANL (12,112)            |
| 3     | 172,891   | 19,210     | 44.99% | Tigres UANL vs. Tijuana (40,583)   | Pachuca vs. Mazatlán (7,482)                 |
| 4     | 153,222   | 19,153     | 52.37% | Tigres UANL vs. Atlas (41,886)     | Pachuca vs. Pumas UNAM (8,305)               |
| 5     | 147,601   | 21,086     | 55.62% | Monterrey vs. Puebla (35,893)      | Necaxa vs. Pachuca (11,828)                  |
| 6     | 183,811   | 20,423     | 48.21% | Tigres UANL vs. Querétaro (41,432) | Juárez vs. Toluca (12,854)                   |
| 7     | 140,110   | 17,514     | 44.38% | Monterrey vs. León (37,154)        | Atlético San Luis vs. Necaxa (9,464)         |
| 8     | 202,005   | 28,858     | 65.39% | Pumas UNAM vs. América (45,893)    | Necaxa vs. Monterrey (10,704)                |
| 9     | 115,559   | 14,445     | 37.07% | Toluca vs. Monterrey (26,509)      | Santos Laguna vs. León (10,164)              |
| 10    | 163,386   | 20,423     | 43.55% | Monterrey vs. Tigres UANL (51,348) | Pachuca vs. León (5,801)                     |
| 11    | 196,873   | 21,875     | 56.15% | Tigres UANL vs. Necaxa (41,432)    | Santos Laguna vs. Atlético San Luis (12,053) |
| 12    | 168,548   | 21,069     | 54.16% | América vs. Tigres UANL (45,384)   | Pachuca vs. Santos Laguna (6,592)            |
| 13    | 165,512   | 18,390     | 42.78% | Tigres UANL vs. Toluca (37,638)    | Santos Laguna vs. Necaxa(7,979)              |
| 14    | 156,023   | 19,502     | 43.94% | Tigres UANL vs. León (41,615)      | Atlas vs. Atlético de San Luis (10,308)      |
| 15    | 230,647   | 25,627     | 61.99% | América vs. Guadalajara (65,461)   | Atlético de San Luis vs. Pachuca (9,094)     |
| 16    | 117,740   | 14,718     | 36.92% | Guadalajara vs. Monterrey (34,279) | Pachuca vs. Atlas (5,668)                    |
| 17    | Puebla    | Actualizar |        |                                    |                                              |
| Total | 2,694,559 | 19,960     | 48.71% | América vs. Guadalajara (65,461)   | Pachuca vs. Atlas (5,668)                    |